# 今晚開讚吧
《今晚開讚吧》是臺灣東森電視談話性綜藝節目，主持人為羅時豐、胡盈禎 ，於每週一至週五晚間8點在東森綜合台首播。

## 播出時間

### 首播
| 頻道       | 所在地 | 播映日期                     | 播出時間                 |
| ---------- | ------ | ---------------------------- | ------------------------ |
| 東森綜合台 | 臺灣   | 2021年2月22日-2023年10月27日 | 每週一至週五 20:00-21:00 |
| 東森綜合台 | 臺灣   | 2023年10月30日-2024年1月1日  | 每週一至週五 19:00-20:00 |
| YouTube    | 全球   | 2021年2月23日-2022年5月27日  | 每週二至週五 24:00上傳   |
| YouTube    | 全球   | 2021年5月31日-2024年1月2日   | 每週二至週六 12:00上傳   |
| 靖天綜合台 | 臺灣   | 2022年4月16日至今            | 每週六、日 23:00-24:00   |

### 重播
| 頻道       | 所在地 | 播映日期                    | 播出時間                 |
| ---------- | ------ | --------------------------- | ------------------------ |
| 東森綜合台 | 臺灣   | 2021年2月22日-2022年2月11日 | 每週一至週五 23:00-24:00 |
| 東森綜合台 | 臺灣   | 2021年2月23日-2021年3月12日 | 每週二至週六 11:00-12:00 |
| 東森綜合台 | 臺灣   | 2021年2月23日至今           | 每週二至週六 16:00-17:00 |
| 東森綜合台 | 臺灣   | 2022年2月14日至今           | 每週一至週五03:00-04:00  |
| 東森綜合台 | 臺灣   | 2022年8月8日-2022年8月26日  | 每週一至週五23:00-24:00  |

## 主持人
| 主持別   | 主持   | 主持期間                                                                                               | 主持集數                                                        |
| 正主持   | 羅時豐 | 2021年2月22日-2022年6月3日、 2022年7月5日-2024年1月1日                                                 | 第1集-第245集、 第261集-第595集                                 |
| 正主持   | 胡盈禎 | 2021年2月22日-2021年6月30日、 2021年9月14日-2024年1月1日                                               | 第1集-第62集、 第98集-第595集                                   |
| 助理主持 | 俞西潔 | 2021年2月22日-2022年5月19日                                                                            | 第1集-第236集                                                   |
| 助理主持 | 謝佑昀 | 2022年5月23日--2024年1月1日                                                                            | 第237集-第595集                                                 |
| 代班主持 | 嚴立婷 | 2021年7月14日-2021年9月13日                                                                            | 第63集-第97集                                                   |
| 代班主持 | 梁赫群 | 2022年6月6日-2022年7月4日、 2022年7月8日、 2022年7月12日、 2022年7月14日-2022年7月15日、 2022年7月22日 | 第246集-第260集、 第264集、 第266集、 第268集-第269集、 第274集 |

## 節目冠名
| 冠名贊助廠商     | 贊助日期間                  | 贊助集數      |
| 無               | 2021年2月22日-2021年3月16日 | 第1集-第14集  |
| M2輕次方超能奶昔 | 2021年3月17日-2021年4月29日 | 第15集-第40集 |
| 無               | 2021年5月3日-2021年5月10日  | 第41集-第44集 |
| 永德益生菌高敏力 | 2021年5月11日-待查          | 第45集-待查   |
| 家後紅麴磷蝦油   | 待查-至今                   | 待查-至今     |

## 集數列表
| 集數 | 播出日期       | 主題                                                   | 來賓                                         | 專家群                                                                 |
| 1    | 2021年2月22日  | 這些跡象很母湯！當心害你原地離婚                       | 王婉霏、劉畊宏、王中平、余皓然               | 律師 ─ 熊大、私家偵探 ─ Marco                                          |
| 2    | 2021年2月23日  | 瘦不下來的罪魁禍首！萬萬沒想到是你？                   | 翊萱、綠茶、趙正平、黃沐妍                   | 營養師 ─ 宋明樺、塔羅老師 ─ 艾莉絲                                     |
| 3    | 2021年2月24日  | 兩代同住問題多，爸媽早想趕你出門？！                   | 趙樹海、王少偉、寶媽、劉雨柔                 | 星座專家 ─ 安格斯                                                      |
| 4    | 2020年2月25日  | 放假好棒棒？每逢佳節倍「撕」親？！                     | 都拉斯、夏如芝、布蘭妮、陳德烈               | 心理學專家 ─ 海苔熊                                                    |
| 5    | 2021年3月1日   | 有一種美，叫做「爸媽覺得美」？！                       | 侯昌明、禹安、侯塞蕾、Angye                  | 國際時尚大師 ─ 李佑群                                                  |
| 6    | 2021年3月2日   | 錢花出新高度？老人家省錢術落伍了？                     | 梁赫群、馬國賢、王宇婕、林舒語               | 塔羅老師 ─ 白瑜、財經專家 ─ 盧燕俐                                     |
| 7    | 2021年3月3日   | 當老公變「惱」公！這些抓狂行為真要命？！               | 屈中恆、陳國華、Vicky、Ivy                   | 律師 ─ 李怡貞、心測專家 ─ 米薩小姐                                     |
| 8    | 2021年3月4日   | 別傻了！投資專家沒說的事？！                           | 柯以柔、張克帆                               | 分析師 ─ 孫慶隆、財經專家 ─ 盧燕俐、存股達人 ─ 陳重銘、命理師 ─ 謝沅瑾 |
| 9    | 2021年3月8日   | 當媽的憋屈！？這瞬間太崩潰！                           | 張棋惠、貝童彤、咪咪、宋米秦                 | 心理學專家 ─ 邱永林                                                    |
| 10   | 2021年3月9日   | 萬萬不可！你以為的暖心舉動竟讓女人大翻白眼？！         | 高山峰、風田、邵庭、巫苡萱                   | 律師 ─ 李怡貞                                                          |
| 11   | 2021年3月10日  | 別傻了！不買房才不是因為買不起房？！                   | 詹子晴、張立東、林可彤、賴薇如               | 財經專家 ─ 邱正弘、命理專家 ─ 黃友輔                                   |
| 12   | 2021年3月11日  | 生病了該選擇看中醫還是西醫，你選哪一派？！             | 吳大維、蔣偉文、何嘉文、蕭彤雯               | 中醫師 ─ 鄒瑋倫、西醫師 ─ 洪永祥                                       |
| 13   | 2021年3月15日  | 十句話九句假！男女說謊功力有得拚？！                   | 潘若迪、楊昇達、何妤玟、安苡愛               | 律師 ─ 簡大為、心理學專家 ─ 邱永林                                     |
| 14   | 2021年3月16日  | 崩潰後！絕對別讓爸爸帶孩子？！                         | 藍鈞天、Terry、黃小柔、阿諾                  | 塔羅老師 ─ 白瑜                                                        |
| 15   | 2021年3月17日  | 「逆媳」OUT!教妳做媳婦的最高境界？！                   | 朱芯儀、王思平、沛小嵐、萁媽                 | 命理專家 ─ 菲菲                                                        |
| 16   | 2021年3月18日  | 美食外送夯！神扯實況大公開？！                         | 倪子鈞、盧學叡、蘿莉塔、林道遠               | 達人 ─ 陸子刊、達人 ─ 曾馨                                             |
| 17   | 2021年3月22日  | 潔癖不是病，只是愛乾淨？！                             | 紀言愷、五熊                                 | 家醫科醫師 ─ 王姿允、精神科醫師 ─ 李光輝、星座塔羅專家 ─ 艾菲爾        |
| 18   | 2021年3月23日  | 別傻了！夫妻不談錢才傷感情？！                         | 黃鐙輝、馬力歐、曾雅蘭、羅美玲               | 律師 ─ 劉韋廷、財經專家 ─ 盧燕俐                                       |
| 19   | 2021年3月24日  | 一個打十個！多寶媽的瘋狂日常？！                       | 徐小可、七寶媽、四寶媽、郎祖筠、邵庭         | 心理專家 ─ 許藍方                                                      |
| 20   | 2021年3月25日  | 一拖還有一拖拖？拖延症到底是誰的專利！                 | 楊繡惠、夏宇童、張勛傑、班傑                 | 塔羅老師 ─ 白瑜                                                        |
| 21   | 2021年3月29日  | 為朋友兩肋插刀！反而全身都是刀！？                     | 康茵茵、張愛雅、江志豐、佩甄                 | 星座專家─艾莉絲                                                        |
| 22   | 2021年3月30日  | 誰才是家裡的控制狂？爸媽也想奔向自由？！               | 梁又南、方琦、李興文、李堉睿                 | 親子專家─黃彥鈞                                                        |
| 23   | 2021年3月31日  | 大叔的愛正夯！這樣一定幸福喔？                         | 陳依依、小鐘、黃喬歆、Teddy                  | 心理學專家 ─ 邱永林                                                    |
| 24   | 2021年4月1日   | 看不懂！這些行為竟然觸怒外國友人？！                   | 高伊玲、梁赫群、馬丁、佩德羅、吳子龍、田舞陽 | 本集無專家                                                             |
| 25   | 2021年4月5日   | 網友又開戰了？！南北差異怎麼那麼大！                   | 張文綺、Eason、High咖、楊千霈                | 本集無專家                                                             |
| 26   | 2021年4月6日   | 天天都是購物節！網購踩雷超崩潰？！                     | 曾莞婷、詹子晴、張可昀、楊晨熙               | 律師 ─ 劉韋廷、購物平台 ─ 考特編                                       |
| 27   | 2021年4月7日   | 千金買屋萬金買鄰，中只買到歹厝邊！                     | 林佑星、葉欣眉                               | 房屋專家 ─ 小美、資深記者 ─ 芸萱、溝通專家 ─ 許皓宜                    |
| 28   | 2021年4月8日   | 心機戰開打！牢記這些前輩心中的地雷？                   | 曹西平、謝麗金、阿諾、哈孝遠                 | 占星專家 ─ 安格斯                                                      |
| 29   | 2021年4月12日  | 別再逼我起床了！夜貓子比你想像更聰明？！               | 曲艾玲、邱慧雯、徐凱希、孫國豪               | 中醫師─廖婉絨                                                          |
| 30   | 2021年4月13日  | 綜藝咖賣笑？戲劇咖賣命？這樣的工作你還羨慕嗎？！       | NONO、黃豪平、沈世朋、張家瑋                 | 星座專家 ─ 艾菲爾                                                      |
| 31   | 2021年4月14日  | 改運、追愛、吃鮭魚！改不改名差很大？！                 | 張可昀、米可白、周宜霈                       | 命理師 ─ 謝沅瑾、命理師 ─ 江柏樂                                       |
| 32   | 2021年4月15日  | 買買買！買上癮？你囤積症候群了嗎？！                   | 陳立芹、薔薔、鄭家榆、夏宇童                 | 星座專家 ─ 艾莉絲                                                      |
| 33   | 2021年4月19日  | 難解的神秘界線！男女之間有純友誼？！                   | 龍龍、祖雄、愛紗、夢多                       | 徵信社達人 ─ 巫錦勳                                                    |
| 34   | 2021年4月20日  | 太無言！老公根本是我大兒子！                           | 阿布、史丹利、朱海君、翁馨儀                 | 心理學專家 ─ 邱永林                                                    |
| 35   | 2021年4月21日  | 花錢同時也在賺錢？怎麼付費學問大！                     | 高慧君、惟毅、侯昌明、夏語心                 | 財經專家 ─ 盧燕俐、心理學專家 ─ 海苔熊                                 |
| 36   | 2021年4月22日  | 夢幻還是夢魘？婚禮的堅持不是你想的這麼簡單！           | 貝童彤、蔡逸帆、劉雨柔、黃馨儀               | 婚禮顧問 ─ Stacey                                                      |
| 37   | 2021年4月26日  | 全家出遊好崩潰！這些狀況超不想面對？！                 | 黃小柔、Paul                                 | 旅遊專家 ─ 瞿光復、旅遊部落客 ─ Choyce、旅遊部落客 ─ 冰蹦拉            |
| 38   | 2021年4月27日  | 寵孫無極限！有阿公、阿嬤的孩子像個寶？！               | 孫國豪、嚴立婷、龐祥麟、萁媽                 | 親子專家 ─ 陳木榮                                                      |
| 39   | 2021年4月28日  | 姐姐吃過的鹽比你吃過的米還多！不想後悔這些事千萬別做！ | 崔佩儀、簡沛恩、林莎、舒子晨                 | 本集無專家                                                             |
| 40   | 2021年4月29日  | 婚前婚後差很大！真能床頭吵床尾和？！                   | 林姿佑、Vicky、趙正平、哈孝遠                | 律師 ─ 劉韋廷、睡眠專家 ─ 劉智源                                       |
| 41   | 2021年5月3日   | 憑什麼大讓小？我不是自願第一個生下來！                 | 詹子晴、紀言愷、Ruby、梁心頤                 | 心理學專家 ─ 邱永林                                                    |
| 42   | 2021年5月4日   | 媽媽真的那麼好當？求求給我一個神助攻！                 | 蔡逸帆、楊千霈、高山峰、吳俊諺               | 星座專家 ─ 艾莉絲                                                      |
| 43   | 2021年5月5日   | 天生黑是種罪？！名模都嚮往健康蜜糖肌！                 | 米可白、薔薔、黃暐婷、斯亞                   | 時尚導師 ─ 李明川                                                      |
| 44   | 2021年5月6日   | 世上只有媽媽好！老了卻不想成為她？！                   | 張鳳書、李祖寧、劉雨柔、蘿莉塔               | 腸胃科醫師 ─ 蕭敦仁、星座專家 ─ 艾莉絲                                 |
| 45   | 2021年5月10日  | 「一個人生活」正流行？你不懂獨處樂趣？！               | 潘慧如、小鐘、阿諾                           | 精神科醫師 ─ 李光輝、心理學專家 ─ 邱永林、星座專家 ─ 艾菲爾            |
| 46   | 2021年5月11日  | 小三當真可恨？還是給小三機會的渣男更可惡？！           | 林采緹、黃喬歆、林利霏、李懿                 | 律師 ─ 劉韋廷                                                          |
| 47   | 2021年5月12日  | 一代不如一代？你不懂的鮭魚世代？！                     | 楊繡惠、唐從聖、玉兔、無尊                   | 財經專家 ─ 盧燕俐、命理師 ─ 謝沅瑾                                     |
| 48   | 2021年5月13日  | 地方媽媽超需要！買醉兼罵尪，就是乎乾啦？               | 王以路、羅美玲、蔣偉文、小馬                 | 星座專家 ─ 艾莉絲                                                      |
| 49   | 2021年5月17日  | 誰說一定要嫁豪門？靠自己也能過上流人生！               | 劉伊心、Ruby、陳安儀、黃小柔                 | 時尚導師 ─ 李明川                                                      |
| 50   | 2021年5月18日  | 誰說女人愛買？男人買起來才可怕！                       | 芳瑜、朱芯儀、Eason、班傑                    | 心理學專家 ─ 邱永林                                                    |
| 51   | 2021年5月19日  | 啥款？老派浪漫正夯！少年ㄟ不懂啦？！                   | 張立東、邱慧雯、柯有倫、劉容嘉               | 心理學專家 ─ 邱永林                                                    |
| 52   | 2021年5月20日  | 超難解客訴糾紛！店家玻璃心？還是客人胡鬧？！           | 何妤玟、關韶文、楊晨熙、GIGI                 | 客服達人 ─ Celina                                                      |
| 53   | 2021年5月25日  | 別小看媽媽們！他們才是真正的時間管理大師？             | 瑄瑄、余皓然、Vicky、張心妍                  | 星座塔羅專家 ─ 艾菲爾                                                  |
| 54   | 2021年5月26日  | 天啊！連這都要儀式感，實在太瘋狂？！                   | Albee、高山峰、劉雨柔、陳德烈                | 國際時尚大師 ─ 李佑群                                                  |
| 55   | 2021年5月31日  | 真愛沒秘密？你敢發誓對另一半從沒撒謊？！               | 岑永康、詹子晴、Terry、陸明君                | 本集無專家                                                             |
| 56   | 2021年6月2日   | 這些荒謬生活習慣，是冷知識還是狡辯？                   | 班傑、蘿莉塔、崔佩儀、翊萱                   | 營養師 ─ 宋明樺                                                        |
| 57   | 2021年6月7日   | 情感勒索！威脅！暴力！你也是恐怖情人嗎？               | 王紹偉、葉欣眉、黃沐妍                       | 身心科醫師 ─ 馬大元、社會記者 ─ 黃子鳳                                 |
| 58   | 2021年6月9日   | 這不是我的家鄉味？外國人即將崩潰啦？！                 | 曲艾玲、哈孝遠、Akemi、妲夏                  | 本集無專家                                                             |
| 59   | 2021年6月15日  | 老婆看不下去啦！老公道歉招數太差勁？！                 | 曾雅蘭、李新、阿Ben、潘若迪                  | 命理專家 ─ 書珩                                                        |
| 60   | 2021年6月17日  | 先買房還是先投資？選對立馬賺百萬？！                   | 何篤霖、劉涵竹、吳怡霈、倪雅倫               | 房產專家 ─ 張旭嵐、財經專家 ─ 郭俊宏                                   |
| 61   | 2021年6月23日  | 是追求還是騷擾？這樣窮追猛打母湯哦？！                 | 張愛雅、賈斯汀、徐凱希                       | 律師 ─ 劉韋廷、心理學專家 ─ 邱永林                                     |
| 62   | 2021年6月30日  | 女兒是前世情人！兒子難道是今世仇人？！                 | 吳東諺、依依、聶雲、馮媛甄                   | 星座專家 ─ 艾莉絲                                                      |
| 63   | 2021年7月14日  | 真的是易胖體質？！還是你瘦不下來的藉口？！             | 潘映竹、楊昇達、梁一貞、周宜霈               | 營養師 ─ 劉怡里                                                        |
| 64   | 2021年7月15日  | 一夜好眠讓人羨慕？失眠族的控訴大會！                   | 黃馨儀、李維維、夏語心、Eason                | 心理專家 ─ 邱永林                                                      |
| 65   | 2021年7月19日  | 疫情在家外食吃到膩！超熱門便當提案，食慾增十倍？！     | 蔣偉文、五熊、梁佑南、小Call                 | 私廚女王 ─ Irene                                                       |
| 66   | 2021年7月20日  | 全民瘋狂追賽事！場外竟比場上還要熱血沸騰？！           | 賀少俠、安妮、夢多、貝童彤、徐展元           | 本集無專家                                                             |
| 67   | 2021年7月21日  | 別怪男人愛生氣！這一切都是妳眼瞎惹的禍？！             | 哈孝遠、Teddy、張棋惠、黃喬歆                | 心理學專家 ─ 海苔熊                                                    |
| 68   | 2021年7月22日  | 這些窘境真毋湯！炎炎夏日比防疫更可怕的事？             | 夏宇童、張愛雅、紀言愷、林曜晟               | 國際時尚大師 ─ 李佑群                                                  |
| 69   | 2021年7月26日  | 七嘴八舌就是爽！超瘋狂媽媽群加？不加？                 | 阿諾、芳瑜、張宇(新聞主播)、楊千霈           | 心理專家 ─ 邱永林                                                      |
| 70   | 2021年7月27日  | 女孩們非常悲慘瞬間？榜上全中的請舉手！                 | 蘿莉塔、何妤玟、孫國豪、曾子余               | 星座塔羅專家 ─ 艾菲爾                                                  |
| 71   | 2021年7月28日  | 購物車從來沒停過？姊姊妹妹們買起來！                   | 劉雨柔、Albee、余皓然、GIGI                  | 本集無專家                                                             |
| 72   | 2021年7月29日  | 宅在家就是要耍廢？被讚爆的不無聊生活提案！             | 黃鐙輝、梁凱莉、李玉璽、舒子晨               | 本集無專家                                                             |
| 73   | 2021年8月2日   | 宮鬥劇誇張？現實更殘酷？你想像不到的荒謬情節來襲！     | 徐小可、何戎、劉雨柔                         | 職場專家─何啟聖、心理諮商師─盧美妏                                     |
| 74   | 2021年8月3日   | 史上最長暑假來襲？崩潰爸媽瘋狂蓋樓吧！                 | 朱芯儀、高山峰、楊皓如                       | 心理專家─邱永林、育兒職能治療師─黃暐恬                                 |
| 75   | 2021年8月4日   | 懶惰媽大戰潔癖媽！討厭整理的媽媽錯了嗎？！             | 郁方、夏如芝、王以路、林舒語                 | 身心科醫師─李旻姍                                                      |
| 76   | 2021年8月5日   | 每天都要面對的食物戰爭！網友怒：飯能不能好好吃？！     | 張文綺、何嘉文、惟毅                         | 營養師─李婉萍、星座專家 ─ 艾莉絲                                       |
| 77   | 2021年8月9日   | 荒謬奇怪事件來襲！是心裡有鬼還是自己嚇自己？！         | 孫協志、黃喬歆、黃沐妍、Eason                | 醫藥記者─洪素卿                                                        |
| 78   | 2021年8月10日  | 主婦們超恨！人夫們無奈，誰才是家中的「荷包殺手」？！   | Vicky 、黃馨儀、倪子鈞、林佑星               | 律師─劉韋廷                                                            |
| 79   | 2021年8月11日  | 馬路三寶沒有極限！鄉民怒吼，你上榜了嗎？               | 趙正平、薔薔、芳瑜                           | 警察─順吉、社會記者─林裕豐                                             |
| 80   | 2021年8月12日  | 求神拜佛也沒用？努力錯方向月老也會封鎖你？！           | 祖雄、徐凱希、小鐘、小優                     | 星座專家 ─ 艾菲爾                                                      |
| 81   | 2021年8月16日  | 大嘴妖怪別來鬧！他們的嘴巴就是管不住？！               | Albee、劉祿存、張鳳書、洪都拉斯              | 徵信顧問 ─ 汪熹                                                        |
| 82   | 2021年8月17日  | 變腫病毒來襲！到底是胖的很冤枉？還是誤會一場？！       | 倪雅倫、溫翠蘋、Amanda                       | 營養師 ─ 宋明樺、脊骨神經專家 ─ 黃如玉                                 |
| 83   | 2021年8月18日  | 「初老境桃」別找我！抗老也要超前部署？！               | 張愛雅、郭亞棠、林葉亭、黃暐婷               | 心理專家 ─ 邱永林                                                      |
| 84   | 2021年8月19日  | 財神就在你身邊！千萬不要不信邪？！                     | 安妮、吳子龍、愛紗、Junior                   | 星座專家 ─ 艾莉絲、命理師 ─ 謝沅瑾                                     |
| 85   | 2021年8月23日  | 別踏入愛情陷阱！小心活該當個工具人？！                 | 陳大天、安苡愛、趙小僑、李唯楓               | 心理學專家 ─ 海苔熊                                                    |
| 86   | 2021年8月24日  | 超崩潰！爸媽視角不一樣，該站哪一邊？！                 | 維尼媽、黃小柔、屈中恆、吳俊諺               | 心理專家 ─ 邱永林                                                      |
| 87   | 2021年8月25日  | 面癱厭世系是王道？！終結你負能量小劇場                 | 朱芯儀、潘若迪、陳瑋薇                       | 身心科醫師 ─ 馬大元、營養師 ─ 宋明樺、星座專家 ─ 艾菲爾                |
| 88   | 2021年8月26日  | 聽某嘴大富貴？！那些老公假性失聰的瞬間！               | 丁寧、朱海君、沈世朋、Terry                  | 命理專家 ─ 書珩                                                        |
| 89   | 2021年8月30日  | 你被誆了嗎？偷吃新招幫你拆招！                         | 何妤玟、熊熊、班傑                           | 律師─劉韋廷、徵信顧問 ─ 汪熹                                           |
| 90   | 2021年8月31日  | 地表最強小三爭霸戰！人妻的地位完全被攻佔？！           | Ivy、佩佩、王仁甫、顏永烈                    | 本集無專家                                                             |
| 91   | 2021年9月1日   | 不要叫你阿嬤來！這些老人症頭讓人受不了！               | 紀言愷、楊晨熙、黃西田、萁媽                 | 命理專家 ─ 菲菲                                                        |
| 92   | 2021年9月2日   | 驚喜還是驚嚇？另一半的「特殊心意」讓人好崩潰？！       | 楊千霈、詹子晴、梁赫群、楊昇達               | 星座專家 ─ 艾莉絲                                                      |
| 93   | 2021年9月6日   | 女力爆發用力買！女人們都該知道的私房挖寶聖地？！       | 潘慧如、林舒語、玉兔、嘻小瓜、金老佛爺       | 本集無專家                                                             |
| 94   | 2021年9月7日   | 不相上下！到底莽夫、愚婦誰比較可怕？！                 | 柯有倫、無尊、小call、張棋惠                 | 心理學專家 ─ 海苔熊                                                    |
| 95   | 2021年9月8日   | 非吃不可的療癒美食！女人熱愛的下午茶，男人買單嗎？     | 馮媛甄、蘇晏霈、阿諾、趙正平、曾子余         | 本集無專家                                                             |
| 96   | 2021年9月9日   | 狂刷好感也不夠！你家父母那一關好難「過」？！           | 肯納、陳依依、布蘭妮、余皓然                 | 命理專家 ─ 湯鎮瑋                                                      |
| 97   | 2021年9月13日  | 時代的眼淚，令人難忘的復古玩意兒，只有長輩才懂？！     | 康康、楊繡惠、夏語心、黃豪平                 | 星座塔羅專家 ─ 艾菲爾                                                  |
| 98   | 2021年9月14日  | 今晚我想來點...報復性消費？！瘋狂願望大清單！          | 蔡逸帆、高伊玲                               | 旅遊達人 ─ 艾瑞克、美食達人 ─ 鄭小柔、購物達人 ─ 春妞                  |
| 99   | 2021年9月15日  | 比電視上更荒謬？最佳主角丟喜哇！                       | 白家綺、吳東諺、謝承均、蘇晏霈               | 星座專家 ─ 安格斯                                                      |
| 100  | 2021年9月16日  | 嗶嗶警察喔～有人穿太少！就是要搶眼成為人生勝利組？     | Albee、安妮、芳瑜、劉容嘉、Teddy             | 本集無專家                                                             |
| 101  | 2021年9月20日  | 最強冷戰天團！遇上他們你會輸很慘？！                   | 夏如芝、黃暐婷、祖雄、倪子鈞                 | 心理學專家 ─ 海苔熊                                                    |
| 102  | 2021年9月21日  | 鋼鐵直男眼光有問題！美的標準女人永遠g e t不到？！      | 高山峰、賀少俠、朱海君、林又立               | 外科醫生 ─ 王祚軒                                                      |
| 103  | 2021年9月22日  | 這才是正港台灣好媳婦？娶到根本人生勝利組！             | 曲艾玲、芳瑜、大久保麻梨子、沈維娜           | 婆婆代表 ─ 高玉珊                                                      |
| 104  | 2021年9月23日  | 是誰把衰神放出來？悲慘水逆人生！                       | 楊奇煜、貝童彤、陳大天、黃喬歆               | 星座塔羅專家 ─ 艾菲爾                                                  |
| 105  | 2021年9月27日  | 再繼續這樣聊天，男人被你嚇跑了？！                     | 黃小柔、薔薔、小鐘、林國基                   | 本集無專家                                                             |
| 106  | 2021年9月28日  | 從小騙到大！爸媽跟小孩誰才是大謊言家？！               | 王中皇、Vicky、亦帆、Eason                   | 心理專家 ─ 邱永林                                                      |
| 107  | 2021年9月29日  | 假面夫妻別再ㄍㄧㄥ了！偶包是什麼？能吃嗎？             | 紀言愷、王思平、潘若迪、阿諾                 | 命理專家 ─ 書珩                                                        |
| 108  | 2021年9月30日  | 人人都有網美夢！學會這招LIKE鐵定暴增？！               | 賴薇如、邱慧雯、愛紗、李懿                   | 本集無專家                                                             |
| 109  | 2021年10月4日  | 魔音傳腦無極限！可不可以5分鐘不要叫「媽媽」？！        | 詹乃蓁、湘涵、朱芯儀、張心妍                 | 心理專家 ─ 邱永林                                                      |
| 110  | 2021年10月5日  | 詐騙肥羊！他們竟然也被騙？！                           | 何妤玟、蔣偉文、劉韋廷、劉涵竹、趙國翔       | 本集無專家                                                             |
| 111  | 2021年10月6日  | 全民超瘋的止餓聖品，好不好吃全靠這張嘴中？！           | 貝童彤、范乙霏                               | 品味達人 卡特、KIKI、47                                                |
| 112  | 2021年10月7日  | 計畫沒有變快？計畫狂的人生令人群起激憤？！             | 許孟哲、劉伊心、風田、阿喜                   | 色彩占卜專家 ─ NINA                                                    |
| 113  | 2021年10月11日 | 嘮叨魔咒來了！到底誰比較講不聽？                       | 趙樹海、王滿嬌、美珍、小優                   | 星座塔羅專家 ─ 艾菲爾                                                  |
| 114  | 2021年10月12日 | 十項全能不是叫假的！他們的實力絕對是南波萬？！         | 張棋惠、花花、張永歆、葉欣眉、MARCO、鄭若安  | 本集無專家                                                             |
| 115  | 2021年10月13日 | 都說不要惹到恰查某！惹到好好先生才可怕？！             | 屈中恆、徐凱希、潘若迪、劉雨柔               | 色彩占卜專家 ─ NINA                                                    |
| 116  | 2021年10月14日 | 比火車輾過還痛苦？慘絕人寰的人生疼痛指數！             | 阿諾、馬國畢、夏宇童                         | 律師 ─ 游嵥彥、心理專家 ─ 邱永林                                       |
| 117  | 2021年10月18日 | 跟這些人當朋友，天天都像大冒險？！                     | 杜力、凱莉、阿龐、何美                       | 星座塔羅專家 ─ 艾菲爾                                                  |
| 118  | 2021年10月19日 | 殘酷時間軸！大齡單身女成國安危機？！                   | 崔佩儀、蔡逸帆、何依霈、亦帆                 | 塔羅星座專家 ─ 艾莉絲                                                  |
| 119  | 2021年10月20日 | 好矛盾！身邊的環保達人，超打臉行為？！                 | 黃筱雯、何戎、林柏妤                         | 環保達人 ─ 黃之揚、林藝                                                |
| 120  | 2021年10月21日 | 越虐你越愛！情侶之間「相愛相殺」才是真愛？！           | 吳俊諺、楊晨熙、周孝安、林舒語               | 眼科醫師 ─ 林岫儀                                                      |
| 121  | 2021年10月25日 | 千萬別跟他們說話？超狂認真魔人來襲！                   | 孫國豪、蘿莉塔、李興文、王心恬               | 心測專家 ─ 米薩小姐                                                    |
| 122  | 2021年10月26日 | 男人的嘴，騙人的鬼？！                                 | 趙正平、李唯楓、何妤玟、FIFI                 | 命理專家 ─ 書珩                                                        |
| 123  | 2021年10月27日 | 證據會說話？別懷疑！你已經入境了？！                   | 梁又南、Eason、徐凱希                        | 律師 ─ 游嵥彥、徵信專家 ─ 阿博                                         |
| 124  | 2021年10月28日 | 丟臉不可恥，可恥的是你竟然想裝傻？！                   | 梁赫群、巫苡萱、熊熊                         | 3C達人 ─ Tim哥、塔羅星座專家 ─ 艾莉絲                                  |
| 125  | 2021年11月1日  | 夢幻住宅很幻滅！住了之後才是災難的開始？！             | 王少偉、五熊、吳東諺、小優                   | 室內設計雜誌總編輯 ─ 張麗寶                                            |
| 126  | 2021年11月2日  | 一招就讓老公甘拜下風？老婆內建神力無人能敵！           | 許孟哲、林佑星、徐小可、佩佩                 | 本集無專家                                                             |
| 127  | 2021年11月3日  | 這些秘密都要帶進棺材？絕對不能讓另一半知道！           | 哈孝遠、Teddy、何妤玟、張愛雅                | 星座專家 ─ 艾菲爾                                                      |
| 128  | 2021年11月4日  | 女人的愛美行為，每一招都像懲罰？！                     | 路嘉怡、安苡愛、沈世朋、祖雄                 | 國際時尚大師 ─ 李佑群                                                  |
| 129  | 2021年11月8日  | 帥哥閃一邊！跟野獸派談戀愛就是這麼嗨森？！             | 黃鐙輝、LULU、劉書宏、安妮                   | 塔羅星座專家 ─ 白瑜                                                    |
| 130  | 2021年11月9日  | 就愛花大錢買體驗！這些樂趣你懂嗎？                     | 白吉勝、詹乃蓁、馮媛甄、盧學叡               | 鄉村生活達人 ─ 湯智越                                                  |
| 131  | 2021年11月10日 | 拒做渣男磁石！帶妳告別爛桃花？！                       | 薔薔、LALA、倪子鈞、游嵥彥                   | 塔羅星座專家 ─ 艾莉絲                                                  |
| 132  | 2021年11月11日 | 欲罷不能！這些上癮症頭甩都甩不掉？！                   | 詹子晴、陳德烈、阿布、陳德烈                 | 插畫家 ─ 囂搞                                                          |
| 133  | 2021年11月15日 | 信了客套王的話，吃的虧還少嗎？！                       | 小鐘、劉伊心、朱芯儀、杜力                   | 色彩占卜專家 ─ NINA                                                    |
| 134  | 2021年11月16日 | 男人鑑定團！夾縫中求生存？！                           | 蔣偉文、張立東、Julie、黃喬歆                | 塔羅星座專家 ─艾莉絲                                                   |
| 135  | 2021年11月17日 | 超狂勸敗王！交到這種朋友是好是壞？！                   | Terry、翊萱、王以路、夢多                    | 叫賣哥 ─葉昇峻                                                         |
| 136  | 2021年11月18日 | 假話說三次就成真？謠言當真無孔不入？！                 | 潘慧如、張家慧、黃豪平                       | 防詐達人 ─保羅、社會記者─林裕豐                                        |
| 137  | 2021年11月22日 | 快來評評理！超扯規定讓人想逃家？！                     | 潘若迪、黃小柔、邱慧雯、佩德羅               | 命理專家 ─ 書珩                                                        |
| 138  | 2021年11月23日 | 怎麼可以不愛「吃」？他們的人生還有樂趣嗎？！           | 高山峰、夏如芝、顏永烈、李懿                 | 本集無專家                                                             |
| 139  | 2021年11月24日 | 女人就愛「裝」？男人才是裝模作樣第一名？！             | 馬力歐、明杰、王思佳、潘映竹                 | 星座專家 ─ 艾菲爾                                                      |
| 140  | 2021年11月25日 | 瘋狂買不要停！才能讓你錢包變更厚？！                   | 王思平、黃喬歆、林葉亭                       | 購物達人 ─ 小日刀口、團購達人 ─ 李艾玲                                 |
| 141  | 2021年11月29日 | 現在流行「賭」一把？台灣人什麼都可以拿來賭！           | 詹子晴、張友驊、Eason、張愛雅                | 心理學專家 ─ 海苔熊                                                    |
| 142  | 2021年11月30日 | 撩男小心機！今年秋冬這樣做，回頭率百分百？！           | 邱凱偉、朱宇謀、賴薇如、蔡逸帆               | 時尚導師 ─ 李明川                                                      |
| 143  | 2021年12月1日  | 超有感！你一定都被當過「盤子」？！                     | 趙正平、宋米秦                               | 旅遊專家 ─ 瞿光復、3C達人 ─ Tim哥、命理專家 ─ 書珩                     |
| 144  | 2021年12月2日  | 你是無法做決定？還是根本不想做選擇！                   | 侯昌明、劉雨柔、愛紗、JUNIOR                 | 心理專家 ─ 邱永林                                                      |
| 145  | 2021年12月6日  | 夫妻感情卡關？好想「踹掉」另一半？！                   | 陳國華、Paul、楊千霈、翁馨儀                 | 色彩占卜專家 ─ NINA                                                    |
| 146  | 2021年12月7日  | 什麼都要「曬」？看完不討厭算你厲害！                   | 何妤玟、馬丁、Teddy、陳伊                    | 塔羅星座專家 ─艾莉絲                                                   |
| 147  | 2021年12月8日  | 超級「同好」會！原來你也有這些特殊癖好？！             | 洪都拉斯 (藝人)、張棋惠、葉欣眉              | 身心科醫師 ─李旻珊、星座專家 ─ 艾菲爾                                  |
| 148  | 2021年12月9日  | 媽媽現形記！這些場合醜態百出？！                       | 林舒語、詹乃蓁、陳櫻文、楊皓如               | 本集無專家                                                             |
| 149  | 2021年12月13日 | 超可恨感情遺物，是準備留著當傳家寶嗎？！               | 楊昇達、黃沐妍、貝童彤、班傑                 | 塔羅星座專家 ─艾莉絲                                                   |
| 150  | 2021年12月14日 | 是可忍，孰不可忍！奇葩家人讓人大爆炸？！               | 梁赫群、依依、梁又南、佩德羅                 | 律師 ─劉韋廷                                                           |
| 151  | 2021年12月15日 | 腿再長！？也敵不過嬌小女的小鳥依人？！                 | 劉書宏、林又立、嚴立婷、陳依依、溫妮         | 本集無專家                                                             |
| 152  | 2021年12月16日 | 不怕超強寒冬來襲！抗寒超勇猛美女報到？                 | 路嘉怡、張可昀、劉容嘉、張文綺               | 本集無專家                                                             |
| 153  | 2021年12月20日 | 親愛的！答錯這句話，讓你跌入地獄深淵？！               | 朱海君、成語蕎、哈孝遠、明杰                 | 色彩占卜專家 ─ NINA                                                    |
| 154  | 2021年12月21日 | 直播賣什麼紅什麼？甘有卡好用？                         | 朱芯儀、麥基、柯以柔                         | 水產教父 ─ 賢哥                                                        |
| 155  | 2021年12月22日 | 懶人魂大爆發？宅在家必備密技大公開！                   | 阿諾、安苡愛、高山峰、徐小可                 | 塔羅星座專家 ─艾莉絲                                                   |
| 156  | 2021年12月23日 | 曖昧受委屈？男人其實也不甘心？                         | 小鐘、馬國畢、熊熊、吳蓓雅                   | 星座塔羅專家 ─ 艾菲爾                                                  |
| 157  | 2021年12月27日 | 跨年的悲歌，原來我不是最慘的那個？！                   | 王少偉、張愛雅、蜜雪、倪子鈞                 | 星座塔羅專家 ─ 艾菲爾、時尚導師 ─ 李明川                               |
| 158  | 2021年12月28日 | 最瞎放鴿子理由公審大會，就聽他們怎麼硬拗？             | 何嘉文、張立東、王心恬、柳丁哥哥             | 星座塔羅專家 ─ 小瑜                                                    |
| 159  | 2021年12月29日 | 超狂報復性人生！就是不能委屈了自己？！                 | 許孟哲、薔薔、林利霏、陳大天                 | 身心科醫師 ─ 李光輝                                                    |
| 160  | 2021年12月30日 | 還沒上船就暈船？！愛到卡慘死就是在說你！               | 潘若迪、黃暐婷、蘿莉塔、卞慶華               | 色彩占卜專家 ─ NINA                                                    |

| 集數 | 播出日期       | 主題                                                               | 來賓                                    | 專家群                                                        |
| 161  | 2022年1月3日   | 以客為尊？就愛獨一無二？我什麼都要客製化！                         | 潘映竹、成語蕎、唐從聖                  | 餐飲服務達人 ─ 陳詩穎、吳睿廷                                 |
| 162  | 2022年1月4日   | 心好累！你可以不要這麼玻璃心？！                                   | 楊千霈、杜力、羅美玲、祖雄              | 心理學專家 ─ 海苔熊                                           |
| 163  | 2022年1月5日   | 女孩們不能輸！男生瘋愛美快要追過咱們？！                           | 潘慧如、倪雅倫、Eason、李至正           | 塔羅星座專家 ─艾莉絲                                          |
| 164  | 2022年1月6日   | 隱性甘蔗男！對你再好也要趕緊跑？！                                 | 楊繡惠、簡立喆、元元                    | 諮商心理師 ─蘇予昕、律師 ─游嵥彥                              |
| 165  | 2022年1月10日  | 過個年比上班還累！長輩們可以麥擱問嘛？！                           | 阿諾、陳瑋薇、萁媽、哈平遠              | 本集無專家                                                    |
| 166  | 2022年1月11日  | 人妻年底忙昏頭？！再來一次我也不想婚！                             | 李祖寧、王思平、夏語心、黃喬歆          | 星座塔羅專家 ─ 艾菲爾                                         |
| 167  | 2022年1月12日  | 假忘記？真失憶？迷糊的金魚腦就是你？！                             | 柯有倫、劉雨柔、張懷顥、梁凱莉          | 心理專家 ─ 邱永林                                             |
| 168  | 2022年1月13日  | 不要臉無極限！臉皮夠厚才能活下去？！                               | 蔣偉文、安苡愛、愛紗                    | 醫藥記者 ─ 梁惠雯、律師 ─簡大為                               |
| 169  | 2022年1月17日  | 媽媽們的驚魂記！看他們帶小孩你放心嗎？！                           | Vicky、瑄瑄、郭昱晴、宋米秦             | 色彩占卜專家 ─ NINA                                           |
| 170  | 2022年1月18日  | 什麼都要湊一腳？愛湊熱鬧已成世界奇觀？！                           | 朱芯儀、沈世朋、盧學叡、小優            | 本集無專家                                                    |
| 171  | 2022年1月19日  | 小鳥胃的你已經落伍了！「吃貨」才吸睛？！                           | 楊皓如、徐瑋吟、薔薔                    | 吃播主 ─ 邵啊咩、艾嘉                                         |
| 172  | 2022年1月20日  | 到並軌！和詐騙集團過招超爆笑？！                                   | 趙正平、張棋惠、徐凱希                  | 警察 ─ 翰瑋、社會記者 ─ 林裕豐                                |
| 173  | 2022年1月24日  | 跟他們說話會氣死！最怕身邊有這款超強冷場王？                       | 綠茶、邱慧雯、NONO、李懿                | 星座塔羅專家 ─ 小瑜                                           |
| 174  | 2022年1月25日  | 誰說看劇沒營養？我這樣追劇才不浪費時間呢！                         | 余皓然、維尼媽、楊子儀、禾浩辰、張碩航  | 本集無專家                                                    |
| 175  | 2022年1月26日  | 偽出國地圖！國內度假就像環遊世界？!                                | 倪子鈞、陳明珠、安妮                    | 旅遊專家 ─ 艾瑞克、 加小菲                                    |
| 176  | 2022年1月27日  | 完美主義爸媽，讓人每一分鐘都膽戰心驚？!                            | 黃西田、黃露瑤、錢盈潔、白綺葳          | 心理專家 ─ 邱永林                                             |
| 177  | 2022年2月7日   | 步步為贏！爸媽的字典裡沒有「輸」字？!                              | 蔣偉文、馮媛甄、曲艾玲、林道遠          | 色彩占卜專家 ─ NINA                                           |
| 178  | 2022年2月8日   | 封鎖他們人生更美好？有些人天生就想氣死人？！                       | 周孝安、郭亞棠、甄莉、梁赫群            | 本集無專家                                                    |
| 179  | 2022年2月9日   | 少女一秒變大媽！比年紀更可怕的殺豬刀是它？！                       | 夏宇童、阿樂、溫翠蘋、Ivy               | 塔羅星座專家 ─艾莉絲                                          |
| 180  | 2022年2月10日  | 開工解悶提案！讓你「好神」秘密武器都在這？！                       | 陳櫻文、張立東、吳東諺、巫苡萱          | 命理專家 ─ 書珩                                               |
| 181  | 2022年2月14日  | 太囂張！這些人的致命落點竟是「桃花止不住」？！                     | 阿喜、張愛雅、陳艾熙、蔡允潔            | 塔羅星座專家 ─艾莉絲                                          |
| 182  | 2022年2月15日  | 是要躲去哪？人夫令人匪夷所思的神隱之術？！                         | Julie、佩佩、白吉勝、吳懷中             | 色彩占卜專家 ─ NINA                                           |
| 183  | 2022年2月16日  | 年後告解室！過一個年就注定要荷包空空？                             | 黃小柔、黃喬歆、阿諾、田舞陽            | 星座塔羅專家 ─艾菲爾                                          |
| 184  | 2022年2月17日  | 遇到這些人比凶宅更可怕，另類三寶讓人好想逃！                       | 高伊玲、葉欣眉、惟毅                    | 房產專家 ─徐佳馨、律師─劉韋廷                                 |
| 185  | 2022年2月21日  | 一日媽媽大公開！到底是在忙什麼？！                                 | 丁寧、劉伊心、甄莉、Summer              | 本集無專家                                                    |
| 186  | 2022年2月22日  | 媽寶男真毋通！別等跳了坑才後悔？！                                 | 何妤玟、薔薔、邱慧雯                    | 心理專家 ─許藍方、律師─游嵥彥                                 |
| 187  | 2022年2月23日  | 超狂耍廢系旅遊！躺在這裡就是爽？！                                 | 路嘉怡、哈孝遠、吳俊、依依              | 旅遊達人 ─溫士凱                                              |
| 188  | 2022年2月24日  | 小孩有樣學樣！無意中竟然默默學會了這些技能？                       | 王以路、翁馨儀、高山峰、王振復          | 命理專家 ─菲菲                                                |
| 189  | 2022年2月28日  | 拆包裹拆到懷疑人生？買到剁手也不要停！                             | 徐小可、薔薔、Eason、小Call             | 代購達人 ─Alvena                                              |
| 190  | 2022年3月1日   | 新手爸媽一定懂！初為父母必經「慘痛」之路？！                       | 趙孟姿、黃靖倫、阿布、朱海君            | 本集無專家                                                    |
| 191  | 2022年3月2日   | 超鬧分手瞎理由？失戀絕不是你的錯！                                 | 孫國豪、張家瑋、陳德烈、玉兔            | 星座塔羅專家 ─艾菲爾                                          |
| 192  | 2022年3月3日   | 手握方向盤就變個人？他們就是車道上的恐怖份子！                     | 王彩樺、李唯楓、張可昀、Terry           | 心理學專家 ─海苔熊                                            |
| 193  | 2022年3月7日   | 緊張大師逼瘋人？最後崩潰的竟然是我不是他？！                       | 何妤玟、張雁名、盧學叡、郭亞棠          | 心理專家 ─ 邱永林                                             |
| 194  | 2022年3月8日   | 漲價也要吃！讓我們用新台幣下架它？！                               | 小鐘、陳艾熙                            | 消費專家 ─ 巫嘉芬、美食部落客 ─ 安秋、美食部落客 ─ 馬鈴薯小姐 |
| 195  | 2022年3月9日   | 總是來者不拒？小心！幫了這些忙讓你衰運纏身？！                     | 梁赫群、楊子儀、何嘉文、林柏妤          | 色彩占卜專家 ─ NINA                                           |
| 196  | 2022年3月10日  | 要錢不要命？怎麼可能有人比我還拼？！                               | 徐小可、風田、余秉諺、張文綺            | 本集無專家                                                    |
| 197  | 2022年3月14日  | 爸媽的鬥智生活！對付鬼靈精怪的小孩好頭痛？！                       | 吳東諺、郁方、Terry、黃瑄               | 本集無專家                                                    |
| 198  | 2022年3月15日  | 怎麼一到聚會就會好累累？搶救Social邊緣人大作戰！                   | 張雁名、陳依依、倪子鈞、何美            | 星座塔羅專家 ─艾菲爾                                          |
| 199  | 2022年3月16日  | 養小孩好貴？媽媽們的省錢大作戰！                                   | 徐小可、佩佩、梁佑南、LALA              | 理財專家 ─盧燕俐                                              |
| 200  | 2022年3月17日  | 千錯萬錯都是「女人萬能」的錯？男人就是被妳「慣」出來的！           | 劉雨柔、黃喬歆、哈孝遠、班傑            | 色彩占卜專家 ─ NINA                                           |
| 201  | 2022年3月21日  | 嘴巴停不下來！男人居然比女人還愛唸？                               | 林舒語、翠蕊、阿布、PAUL                | 本集無專家                                                    |
| 202  | 2022年3月22日  | 薪水不夠用？這些熱門副業幫自己「變相加薪」？！                     | 黃小柔、詹子晴、惟毅                    | 斜槓達人 ─ 鄭敏、曾鈺萱、顏鈺展                               |
| 203  | 2022年3月23日  | 塊陶啊！他們居然還能生存在這個世界上？！                           | 白吉勝、凱莉、余皓然、楊子儀            | 心理學專家 ─海苔熊                                            |
| 204  | 2022年3月24日  | 人妻壓力爆表？！抱團取暖秘密大會！                                 | 梁佑南、李愛綺、陳天仁、黃馨儀          | 肝膽腸胃科醫師 ─蕭敦仁                                        |
| 205  | 2022年3月28日  | 憨慢講話也沒關係？木頭男友才是正港好丈夫？！                       | 柯有倫、蔡逸帆、張立東、阿喜            | 星座塔羅專家 ─米薩小姐                                        |
| 206  | 2022年3月29日  | 口罩時代快要悶不過氣？找出新生活的小確幸！                         | 梁赫群、安苡愛、宋米秦、楊昇達          | 塔羅星座專家 ─艾莉絲                                          |
| 207  | 2022年3月30日  | 你Glamping了嗎？只要人到就好的奢華露營！                           | 路嘉怡、馬丁、愛紗、蔣偉文              | 本集無專家                                                    |
| 208  | 2022年3月31日  | 不是年輕人才有外星文！長輩說話才會讓人滿頭黑人問號？！             | 陳國華、Vicky、黃豪平、邱慧雯           | 命理專家 ─書珩                                                |
| 209  | 2022年4月4日   | 爸媽砸錢不手軟！小時候一定被逼著學會這些無用技能？！               | 曲艾玲、潘若迪、吳子龍、若綺            | 親子專家 ─黃彥鈞                                              |
| 210  | 2022年4月5日   | 停不下來！讓人上癮的2.0倍速人生？！                                | 周宜霈、田舞陽、黃靖倫、林彥君          | 星座塔羅專家 ─艾菲爾                                          |
| 211  | 2022年4月6日   | 殘酷的看臉世代！長這張臉又不是我選的                               | 米可白、劉書宏、王中皇、王思佳          | 命理專家 ─湯鎮瑋                                              |
| 212  | 2022年4月7日   | 男人的謎之自信！到底是誰給他們勇氣？！                             | 何妤玟、王心恬、余秉諺、祖雄            | 色彩占卜專家 ─ NINA                                           |
| 213  | 2022年4月11日  | 媽媽們醒醒啊！誰說有了孩子就要邋遢？！                             | 蔡逸帆、王思平、張心妍、馮媛甄          | 本集無專家                                                    |
| 214  | 2022年4月12日  | 誰說一定要斷捨離？20年後的幸福就靠「它」？！                       | 張勛傑、林葉亭、周宜霈                  | 鑑定專家 ─ 秦嗣林、生命靈數專家 ─ 溫蒂姐                      |
| 215  | 2022年4月13日  | 老公的狐群狗黨惹人厭？還是「瞎趴」姊妹淘更令人髮指？！             | 何嘉文、陳瑋薇、孫國豪、黃少谷          | 律師 ─ 詹傑翔                                                 |
| 216  | 2022年4月14日  | 還能好好玩耍嗎？掃興大王讓你白眼翻到後腦勺！                       | 阿諾、Eason、高山峰、李懿               | 本集無專家                                                    |
| 217  | 2022年4月18日  | 零秒成交！超夯的野性消費，是再買什麼？                             | 夏宇童、李唯楓、杜力、林芷芸            | 本集無專家                                                    |
| 218  | 2022年4月19日  | 老婆還在氣？別犯了全天下男人都會犯的錯？！                         | 林利霏、蔡逸帆、亮哲、周孝安            | 色彩占卜專家 ─ NINA                                           |
| 219  | 2022年4月20日  | 「距離美」的感情才甜蜜！照三餐報備，想過另一半心情嗎？！           | 周定緯、熊熊、鄭家榆、趙正平            | 心理學專家 ─海苔熊                                            |
| 220  | 2022年4月21日  | 嘜擱假啊！你也中了「假性」毒？！                                   | 林佑星、張可昀、郭亞棠                  | 精神科醫師 ─王桓奇、星座塔羅專家 ─艾菲爾                      |
| 221  | 2022年4月25日  | 隨時「背了就跑」！帶上這些「末日來臨」也不怕？！                   | 林彥君、惟毅、柯有倫、林舒語            | 色彩占卜專家 ─ NINA                                           |
| 222  | 2022年4月26日  | 證笑道黑辜！說錯這些話真的生無可戀？！                             | 劉容嘉、黃靖倫、楊千霈、岑永康          | 塔羅星座專家 ─艾莉絲                                          |
| 223  | 2022年4月27日  | 這年頭包租公難為？惹到租屋蟑螂倒大楣？                             | 張雁名、張家瑋、劉伊心                  | 律師 ─簡大為、包租公達人 ─羅右宸                              |
| 224  | 2022年4月28日  | 腦血管爆裂的瞬間！媽媽的理智永遠站在懸崖邊！                       | 王以路、夏如芝、萁萁、FIFI              | 本集無專家                                                    |
| 225  | 2022年5月2日   | 你也FoMO了嗎？一秒不上線到底有多難？！                             | 梁赫群、薔薔、坂本宗華、蔡頤榛          | 心理專家 ─ 邱永林                                             |
| 226  | 2022年5月3日   | 終身大事來攪局！新娘們宴客黑名單大公開？                           | 何妤玟、佩佩、羅莉塔、邱慧雯            | 美妝專家 ─ Paul                                               |
| 227  | 2022年5月4日   | 雙標事件簿！男女無法懂得「沒道理」？！                             | 蔣偉文、賀少俠、甄莉、巫苡萱            | 色彩占卜專家 ─ NINA                                           |
| 228  | 2022年5月5日   | 天下老公一般「廢」！是上天派來懲罰我的嗎？！                       | 陳櫻文、高伊玲、沈世朋、馬力歐          | 本集無專家                                                    |
| 229  | 2022年5月9日   | 就是要演很大！當個「戲精」媽媽分分鐘就搞定？！                     | 宋米秦、黃小柔、楊皓如、小咪            | 本集無專家                                                    |
| 230  | 2022年5月10日  | 不知不覺染上「職業病」？！這些症頭就是甩不掉！                     | 黃鐙輝、曾智希                          | 外科醫生 ─ 王祚軒、英文老師─小花、專櫃櫃哥─Weisir             |
| 231  | 2022年5月11日  | 現代男生就愛這個FU！「大叔系女孩」就是這麼搶手？                   | 白吉勝、阿喜、Junior、蔡函岑            | 塔羅星座專家 ─艾莉絲                                          |
| 232  | 2022年5月12日  | 不當編劇太可惜！另一半「內心戲」讓人崩潰？！                       | 屈中恆、李芸蓁、楊昇達、Ivy             | 本集無專家                                                    |
| 233  | 2022年5月16日  | 執「迷」不悟！這些奇怪「眉角」是要逼死誰？！                       | 王少偉、何妤玟、金老佛爺                | 諮商心理師 ─廖偉玲、命理專家 ─ 書珩                           |
| 234  | 2022年5月17日  | 就人妻們都愛聽鬼話？別被老公傻傻「算計」了！                       | 詹乃蓁、宋哥、高山峰、張捷              | 色彩占卜專家 ─ NINA                                           |
| 235  | 2022年5月18日  | 「吃瓜」不嫌事大！瞎起鬨的樂趣你懂嗎？！                           | 翊萱、李唯楓、詹子晴、黃靖倫            | 塔羅星座專家 ─艾莉絲                                          |
| 236  | 2022年5月19日  | I’m Hangry! 只要餓肚子就會大爆走？！                               | 趙正平、黃馨儀、黃喬歆、黃豪平          | 星座塔羅專家 ─艾菲爾                                          |
| 237  | 2022年5月23日  | 誰說女人大驚小怪？男人找碴能力直逼名偵探？！                       | 安妮、Terry、Paul、芳瑜                 | 本集無專家                                                    |
| 238  | 2022年5月24日  | 三天就破功？阻止你瘦的惡魔就是這麼多？！                           | 王以路、惟毅、林佑星、小Call            | 營養師 ─Ricky                                                 |
| 239  | 2022年5月25日  | 歸剛欸！起床到底有多難？床邊火爆場面日常上演？！                   | 蔡頤榛、賈斯汀、阿布、劉雨柔            | 本集無專家                                                    |
| 240  | 2022年5月26日  | 會不會好好聊天？他們就是容易一秒惹怒人？！                         | 王心恬、胡祖薇、小鐘、馬國賢            | 心理專家 ─邱永林                                              |
| 241  | 2022年5月30日  | 還在被窩發懶？「超前部署」晉級人生勝利組？！                       | 李祖寧、班傑、阿喜、明杰                | 命理專家 ─書珩                                                |
| 242  | 2022年5月31日  | 「連假」即是地獄？還沒開始就想結束？！                             | 貝童彤、高山峰、安苡葳、馬丁            | 本集無專家                                                    |
| 243  | 2022年6月1日   | 男人就是「搞威」？這時刻能不能惦惦就好？！                         | 夏宇童、維尼媽、潘若迪、綠茶            | 本集無專家                                                    |
| 244  | 2022年6月2日   | 說話不算話？多的是，你做不到的事？！                               | 錢盈潔、無尊、張勛傑、黃沐妍            | 星座塔羅專家 ─艾菲爾                                          |
| 245  | 2022年6月3日   | 這關係「有毒」！你知道自己正被情緒勒索嗎？！                       | 倪雅倫、黃豪平、成語蕎                  | 心理專家 ─邱永林、律師 ─游嵥彥                                |
| 246  | 2022年6月6日   | 偽單身萬歲！這些時刻沒老公更勝有老公？！                           | 馮媛甄、郭昱晴、林利霏、羅美玲          | 心理專家 ─邱永林                                              |
| 247  | 2022年6月7日   | 霸總模式全開！根本在演甜寵偶像劇？！                               | 周孝安、葉欣眉、Teddy、拐拐             | 星座塔羅專家 ─米薩小姐                                        |
| 248  | 2022年6月8日   | 驚人的消失術？原來時間都被它們「吃掉了」？！                       | 薔薔、黃少谷、丁寧、鄒承恩              | 星座塔羅專家 ─艾菲爾                                          |
| 249  | 2022年6月13日  | 大膽追愛慘碰壁！讓人無語的一族？！                                 | 陳艾熙、張雁名、黃暐婷、張立東          | 本集無專家                                                    |
| 250  | 2022年6月14日  | 便利生活沒它不行！只要經過就會不自覺被吸進去啦？                   | Vicky、吳俊諺                           | 便利幫手 ─鄭若安、石偉立、林姿君                              |
| 251  | 2022年6月15日  | 害怕出糗算不算有病？快來！解放你的ㄍㄧㄥ？！                       | 蔡逸帆、陳德烈、邱慧雯、哈孝遠          | 星座專家 ─艾菲爾                                              |
| 252  | 2022年6月20日  | 自首無罪！快來看看這些人有多「奸詐」？！                           | 高山峰、亦帆、楊昇達、小優              | 心理專家 ─邱永林                                              |
| 253  | 2022年6月21日  | 打死也不認？最討厭他們老婆「默默吃醋」裝沒事？！                   | 黃靖倫、陳熙鋒、李新、茵芙              | 塔羅星座專家 ─艾莉絲                                          |
| 254  | 2022年6月22日  | 不惜代價也要贏？爭強好勝叫他第一名？！                             | 劉雨柔、海產、倪子鈞、若綺              | 心理學專家 ─海苔熊                                            |
| 255  | 2022年6月23日  | 月光救星來救援！看完保證擺脫吃土一族？！                           | Eason、依依、馬力歐、徐凱希             | 色彩占卜專家 ─ NINA                                           |
| 256  | 2022年6月27日  | 婚後女力爆棚！天底下還有什麼女人做不到的事？！                     | 沈世朋、吳俊諺、貝童彤、佩佩            | 本集無專家                                                    |
| 257  | 2022年6月28日  | 女人心海底針？男人迂回起來才不是省油的燈？！                       | 楊千霈、成語蕎、蔣偉文、祖雄            | 色彩占卜專家 ─ NINA                                           |
| 258  | 2022年6月29日  | 衝動是魔鬼！分手後理智跟著也斷線？！                               | 何妤玟、李唯楓、林莎、費丹尼            | 本集無專家                                                    |
| 259  | 2022年6月30日  | 厚臉皮才是真強大？學會這技能天下無敵？！                           | 詹子晴、金炳秀、趙正平、小Call          | 心理學專家 ─海苔熊                                            |
| 260  | 2022年7月4日   | 當男人敷衍時！這種不帶靈魂的話是在哈囉？！                         | 林利霏、陳天仁、都拉斯、吳子龍          | 本集無專家                                                    |
| 261  | 2022年7月5日   | 來「鬆一下」！別整天把「down到谷底」掛嘴邊？                       | 李懿、劉祿存、王以路、香蕉哥哥          | 心理專家 ─邱永林                                              |
| 262  | 2022年7月6日   | 夫妻地位爭奪戰？這個家到底誰說了算？！                             | 李祖寧、岑永康、鄒承恩、Ivy             | 本集無專家                                                    |
| 263  | 2022年7月7日   | 堪稱川劇變臉？男人善變起來比女人更難搞？                           | 黃馨儀、陳依依、周孝安、黃靖倫          | 星座塔羅專家 ─艾菲爾                                          |
| 264  | 2022年7月8日   | 「揪」恐怖！交情再好也千萬別亂揪？！                               | 王心恬、李明川、張可昀、佩德羅          | 塔羅星座專家 ─艾莉絲                                          |
| 265  | 2022年7月11日  | 無法忍受！單身會有多美好？我才不相信！                             | 翊萱、Eason、黃雨欣、張捷               | 星座塔羅專家 ─艾菲爾                                          |
| 266  | 2022年7月12日  | 夏天休想叫我出門！每動一下都是酷刑？！                             | 潘若迪、巫苡萱、劉沛緹、明杰            | 命理專家 ─書珩                                                |
| 267  | 2022年7月13日  | 不必多禮！直來直往多痛快，拐彎抹角不累嗎？！                       | 王彩樺、TOMO、李明川、蔡頤榛            | 命理專家 ─木木                                                |
| 268  | 2022年7月14日  | 他們把生活當「浪漫偶像劇」，現實卻演成悲劇？                       | 黃小柔、咪咪、張心妍、徐凱希            | 色彩占卜專家 ─ NINA                                           |
| 269  | 2022年7月15日  | 蠢到自己都會氣哭？傻人真的有傻福嗎？！                             | 黃喬歆、周宜霈、Terry、綠茶             | 律師 ─ 簡大為                                                 |
| 270  | 2022年7月18日  | 怕什麼來什麼！為什麼「關鍵時刻」總是出代誌？！                     | 余皓然、肯納、阿龐、郭亞棠              | 醫肝膽腸胃科醫師 ─ 蕭敦仁                                     |
| 271  | 2022年7月19日  | 越「辣」我越愛！她們魅力就是招惹男人喜歡？！                       | 王思佳、班傑、范姜彥豐、徐瑋吟          | 本集無專家                                                    |
| 272  | 2022年7月20日  | 男生永遠不會懂！女生生活噩夢，每一項都是人間地獄？！               | 凱莉、若綺、阿布、黃豪平                | 星座塔羅專家 ─ 米薩小姐                                       |
| 273  | 2022年7月21日  | 請喝下這碗讀雞湯！別再對我散發「正能量」？！                       | 倪子鈞、林舒語、惟毅、甄莉              | 星座塔羅專家 ─ 艾菲爾                                         |
| 274  | 2022年7月22日  | 有種誤會叫「別人以為你有對象，而你卻單身中」？！                   | 楊繡惠、餅乾、夏宇童                    | 塔羅星座專家 ─艾莉絲、兩性專家 ─張兆志                        |
| 275  | 2022年7月25日  | 別逼瘋媽媽了！各式「魔人」閒言閒語那麼多？！                       | 王思佳、張棋惠、陳瑋薇、愛寶            | 本集無專家                                                    |
| 276  | 2022年7月26日  | 阿姨！我不想努力了！這一刻，只想好好「躺平」？！                   | 陳櫻文、關韶文、小鐘、郭亞棠            | 色彩占卜專家 ─ NINA                                           |
| 277  | 2022年7月27日  | 光聽就餓了！太久沒嗑絕對思念到哭？！                               | 孫國豪、吉那、大久保麻梨子、杜力        | 本集無專家                                                    |
| 278  | 2022年7月28日  | 大神級持家王爭霸戰！誰才是「Pro級」的？                            | 陳立芹、宋哥、唐志中、Paul              | 本集無專家                                                    |
| 279  | 2022年7月29日  | 千萬別歪樓！維持「人與人的連結」感情才會好？！                     | 楊奇煜、金老佛爺、屈中恆、曾智希        | 心理專家 ─邱永林                                              |
| 280  | 2022年8月1日   | 最怕空氣瞬間凝結？讓我們為這些出糗主角默哀十秒鐘！                 | 郎祖筠、李博翔、薔薔、蕭志瑋            | 星座塔羅專家 ─ 艾菲爾                                         |
| 281  | 2022年8月2日   | 雞同鴨講超崩潰！「語言菜菜子」有聽沒有懂？！                       | 柳丁哥哥、黃喬歆、愛紗、金炳秀          | 本集無專家                                                    |
| 282  | 2022年8月3日   | 遇到人只想逃離現場？他們的社交距離不是說說！                       | 于美人、吳俊諺、沈玉琳、佩佩            | 本集無專家                                                    |
| 283  | 2022年8月4日   | 姐姐的生存之道！這些「瞎操心」真的超沒必要？！                     | 何妤玟、王心恬、張愛雅、徐瑋吟          | 本集無專家                                                    |
| 284  | 2022年8月5日   | 只看風景太boring 「尖叫系」玩法才夠銷魂？！                        | 夢多、張心妍、篠崎泫、Teddy             | 旅遊專家 ─ 屠潔                                               |
| 285  | 2022年8月8日   | 是浪漫？還是「爛」漫？「舊愛還是最美」是種幻覺？                   | 小Call、張立東、王少偉、巫苡萱          | 心理學專家 ─海苔熊                                            |
| 286  | 2022年8月9日   | 是不是管太多！別再對我下「指導棋」了？！                           | NONO、何嘉文、張可昀、Teddy             | 本集無專家                                                    |
| 287  | 2022年8月10日  | 魔鬼藏在「細節」裡？這點小事也要「抓」，不累嗎？                   | 馬力歐、金老佛爺、王以路、田舞陽        | 本集無專家                                                    |
| 288  | 2022年8月11日  | 喪屍出沒！你的靈魂跑到哪去了？！                                   | 柯有倫、阿諾、GIGI、馬丁                | 色彩占卜專家 ─ NINA                                           |
| 289  | 2022年8月12日  | 回不去了！別再時時刻刻提醒我是「媽媽」？！                         | 詹乃蓁、林佳儀、曾雅蘭、李亮瑾          | 命理專家 ─書珩                                                |
| 290  | 2022年8月15日  | 一個人的旅行也可以橫著走！結黨相伴遜掉了？                         | 詹子晴、肯納、張文綺、賀少俠            | 本集無專家                                                    |
| 291  | 2022年8月16日  | 忍者無敵！為了另一半，你可以忍到什麼地步？！                       | 張雁名、楊昇達、草莓姐姐、夏宇童        | 律師 ─劉韋廷                                                  |
| 292  | 2022年8月17日  | 最強天選之人！這些人天生幸運無法擋？！                             | 楊子儀、夏如芝、大飛、范筱梵            | 命理專家 ─菲菲                                                |
| 293  | 2022年8月18日  | 美貌交換一切？為了高顏值她們都瘋掉了！                             | 薔薔、黃馨儀、李懿、洪棠                | 心理專家 ─邱永林                                              |
| 294  | 2022年8月19日  | 阿嬤才是生活智慧王！這些撇步就是這麼神？                           | 舒子晨、關韶文、楊繡惠、徐哲緯          | 命理專家 ─書珩                                                |
| 295  | 2022年8月22日  | 全世界都不管就管你？這些控制好可怕？！                             | 孫協志、Stacey、羅美玲、黃少谷          | 諮商心理師 ─廖偉玲                                            |
| 296  | 2022年8月23日  | 再不開心也不能森七七！吃虧能占便宜嗎？                             | 張文綺、Paul、周孝安、郭婷筠            | 本集無專家                                                    |
| 297  | 2022年8月24日  | 動滋！動滋！說到運動，我們才是認真的？！                           | 王心恬、潘若迪、盧學叡、胡文英          | 本集無專家                                                    |
| 298  | 2022年8月25日  | 放大絕！女人「追捕獵物」的鬥志一點也不輸男人？！                   | 劉雨柔、茵芙、張勛傑、李唯楓            | 命理專家 ─木木                                                |
| 299  | 2022年8月26日  | 方向感爛到掉渣？這種人上路是要迫害誰？！                           | 趙正平、惟毅、徐小可、玉兔              | 警官 ─張嘉晏                                                  |
| 300  | 2022年8月29日  | 第一屆「火力全開」KO賽！標準太高了吧？「殘念系」女孩到底錯在哪？！ | 王心恬、黃喬歆、黃豪平、哈孝遠          | 本集無專家                                                    |
| 301  | 2022年8月30日  | 沒買什麼還是荷包空空！難道錢會長腳跑走嗎？                         | 史丹利、翁馨儀、梁赫群、林芯儀          | 命理專家 ─書珩                                                |
| 302  | 2022年8月31日  | 「多重宇宙」不是新鮮事！媽媽們的日常就是這麼瘋狂？！               | Ruby、馮媛甄、張翰、吳俊諺              | 本集無專家                                                    |
| 303  | 2022年9月1日   | 稍閃神意外就降臨！直擊驚險時刻，你扛得住嗎？                       | 沈世朋、林柏妤                          | 心理專家 ─邱永林、記者─林裕豐、星座塔羅專家 ─ 艾菲爾          |
| 304  | 2022年9月2日   | 大吐苦水！被這些「無用科技」害慘了？！                             | 吳怡霈、李唯楓、Vicky、潘若迪           | 3C達人 ─Tim哥                                                 |
| 305  | 2022年9月5日   | 「感覺」能當飯吃嗎？這才是大人系戀愛！                             | 高山峰、詹子晴、賀少俠、焦曼婷          | 星座塔羅專家 ─ 艾菲爾                                         |
| 306  | 2022年9月6日   | 別廢話一堆！十五秒內沒重點？Out！                                  | 花花、無尊、阿諾、張懷顥                | 命理專家 ─書珩                                                |
| 307  | 2022年9月7日   | 一刻也閒不住？到處趴趴走的人生才嗨森？！                           | 陳德烈、元元、阿喜、曾子余              | 塔羅星座專家 ─艾莉絲                                          |
| 308  | 2022年9月8日   | 了！芭比Q了！現實就是這樣啪啪打腫他們的臉？！                      | Eason、劉心語、周宜霈、李明川           | 星座塔羅專家 ─米薩小姐                                        |
| 309  | 2022年9月9日   | 別拿腦霧當藉口！這些健忘症頭到底要殘害多少人？！                   | 粿粿、卞慶華、劉伊心、terry             | 本集無專家                                                    |
| 310  | 2022年9月12日  | 見過這些奇葩一族？各種怪「控」人現身？！                           | 哈孝遠、黃沐妍、郭昱晴                  | 身心科醫師 ─王桓奇、命理專家 ─木木                            |
| 311  | 2022年9月13日  | 是誰偷走我的...！一覺醒來就人間蒸發？                              | 馬力歐、夏語心、張雁名、佩姬            | 命理專家 ─書珩                                                |
| 312  | 2022年9月14日  | 致命的吸引力！就愛這款「大腦性感的男人」？！                       | 聶雲、楊千霈、陳艾熙、卞慶華            | 心理學專家 ─海苔熊                                            |
| 313  | 2022年9月15日  | 真的「凍未條」！不懟你，對不起自己？！                             | 黃暐婷、無尊、蔣偉文、葉欣眉            | 色彩占卜專家 ─ NINA                                           |
| 314  | 2022年9月16日  | 抓「詭」大師在此！做什麼都別想逃過我的法眼？！                     | 梁佑南、楊昇達、孫國豪、安苡愛          | 徵信社達人 ─ 阿博                                             |
| 315  | 2022年9月19日  | 家裡住海邊逆？你的人生，他們老愛湊一腳？！                         | 楊繡惠、林佑星、舒子晨                  | 記者 ─ 林裕豐、星座塔羅專家 ─ 艾菲爾                          |
| 316  | 2022年9月20日  | 這集叫老公快看！「別人的老公」都不會讓人失望！                     | 芳瑜、郭婷筠、沈世朋、張捷              | 心理專家 ─邱永林                                              |
| 317  | 2022年9月21日  | 慘不忍睹！跟風趕流行一不小心就翻車？！                             | 王瀅、餅乾、邱慧雯、班傑                | 本集無專家                                                    |
| 318  | 2022年9月22日  | 情人變成媽？「媽系」女人澆熄愛火一流ㄟ？！                         | 張愛雅、楊皓如、黃小柔、黃沐妍          | 本集無專家                                                    |
| 319  | 2022年9月23日  | 悔不當初！這些重要關鍵時刻竟然選錯邊？！                           | 賴薇如、李唯楓、張可昀、陳大天          | 塔羅星座專家 ─艾莉絲                                          |
| 320  | 2022年9月26日  | 現實就是這麼殘酷的！手殘黨血淚你懂嗎？！                           | 張棋惠、唐志中、Eason、何美             | 本集無專家                                                    |
| 321  | 2022年9月27日  | 女人變成黑心壞巫婆？老公原來是最大兇手？！                         | 劉伊心、維尼媽、阿布、吳俊諺            | 本集無專家                                                    |
| 322  | 2022年9月28日  | 大胃王挑戰賽！台灣人到底多愛吃又會吃？！                           | 阿喜、哈孝遠、張語昕、陸巧因            | 本集無專家                                                    |
| 323  | 2022年9月29日  | 求求你別來鬧！提油救火幫倒忙，雷隊友讓你有得忙？！                 | 張勛傑、蔡允潔、范筱梵、張立東          | 色彩占卜專家 ─ NINA                                           |
| 324  | 2022年9月30日  | 善良還是笨？！容易「被套路」的大腦密碼來囉！                       | 盧學叡、徐凱希、翊萱、田舞陽            | 警察 ─ 楊皓茗                                                 |
| 325  | 2022年10月3日  | 婦仇者聯盟！女人面前，這句話還是乖乖「吞下去」？！                 | 李佳豫、黃馨儀、岑永康、祖雄            | 諮商心理師 ─ 瑪那熊                                           |
| 326  | 2022年10月4日  | 驚呆了！那些難以理解的「台式人情味」？                             | 朱海君、阿松、史丹利、佳娜              | 本集無專家                                                    |
| 327  | 2022年10月5日  | 卡！別再腦補啦！一不小心就「補出一部韓劇」？！                     | 夏宇童、香蕉哥哥、侯昌明、篠崎泫        | 塔羅星座專家 ─艾莉絲                                          |
| 328  | 2022年10月6日  | 好了！該SKR而止了！「與你分享的快樂」一點也不想擁有？！            | 高山峰、LALA、蔡頤榛、黃少谷            | 本集無專家                                                    |
| 329  | 2022年10月7日  | 慈父下線中！誰說媽媽抓狂好可怕？爸爸理智線斷裂才嚇人！             | 黃靖倫、吳懷中、Ivy、依依               | 本集無專家                                                    |
| 330  | 2022年10月11日 | 女生愛亂買是種病？這些「廢物」到底要幹嘛？！                       | 馮媛甄、蔡逸帆、黃喬歆、崔咪            | 本集無專家                                                    |
| 331  | 2022年10月12日 | 一秒看出這男人嫁嗎？這種「爛藉口」都說得出口，扯得可以？！         | 馬國賢、綠茶、林舒語、蘿莉塔            | 星座塔羅專家 ─ 艾菲爾                                         |
| 332  | 2022年10月13日 | 一點小事就哀哀叫！「奧少年」真不是叫假的？                         | 徐瑋吟、無尊、劉伊心、潘若迪            | 命理專家 ─書珩                                                |
| 333  | 2022年10月14日 | 超有共鳴的「大驚小怪」？明明沒人在意，還是「羞恥感」爆棚？！       | 何妤玟、關韶文、陳為民、林采緹          | 心理專家 ─邱永林                                              |
| 334  | 2022年10月17日 | 女神、女嬸，傻傻分不清？「嬸化」女孩大票選，千萬別上榜！           | 芳瑜、小優、若綺、小鐘                  | 星座塔羅專家 ─ 艾菲爾                                         |
| 335  | 2022年10月18日 | 絕對「親生的」！這款「神複製」讓媽媽大崩潰？                       | Vicky、宋哥、蔣偉文、小兵               | 本集無專家                                                    |
| 336  | 2022年10月19日 | 毀掉你的人緣！超直白「真心話」犯眾怒？！                           | 劉雨柔、劉祿存、周孝安、陳依依          | 命理專家 ─書珩                                                |
| 337  | 2022年10月20日 | 求放過！男人超莫名的「自尊心」，是什麼？能吃嗎？                   | 趙正平、大飛、茵芙、成語蕎              | 本集無專家                                                    |
| 338  | 2022年10月21日 | 千金難買早知道！生活中那些讓人懊悔到「捶心肝」的時刻？！           | 倪子鈞、小Call、劉容嘉、明杰            | 命理專家 ─書珩                                                |
| 339  | 2022年10月24日 | 婚後感情變淡？夫妻間的「加熱密技」差很大？！                       | 余秉諺、吳子龍、朱芯儀、愛寶            | 塔羅星座專家 ─艾莉絲                                          |
| 340  | 2022年10月25日 | 麥擱催啊！「催狂魔」駕到，我就問你不累嗎？！                       | NONO、佩佩、路嘉怡、惟毅                | 命理專家 ─書珩                                                |
| 341  | 2022年10月26日 | 防不勝防？！「豆腐渣男」套路深，千萬別上當！                       | 高以馨、邱慧雯、高山峰                  | 心理諮詢師 ─ 吳姵瑩、色彩占卜專家 ─ NINA                      |
| 342  | 2022年10月27日 | 出國前必備「景」囊妙計！別一小心就「哭哭」了！                     | 薔薔、LALA、藍星蕾                      | 旅遊達人 ─ 瞿光復、星座塔羅專家 ─ 艾菲爾                      |
| 343  | 2022年10月28日 | 暗黑料理界的翹楚！到底誰可以吃得下啦？！                           | 撒基努、安妮、阿龐、曾智希              | 本集無專家                                                    |
| 344  | 2022年10月31日 | 你不知道的那些「女人騙術」！絕對讓你大吃一驚？！                   | 黃暐婷、琳妲、王凱、李昶俊              | 星座塔羅專家 ─ 艾菲爾                                         |
| 345  | 2022年11月1日  | 「差不多先生」麥來亂！這種生活是自欺欺人嗎？！                     | 蔣偉文、夏如芝、賈斯汀、羽凡            | 本集無專家                                                    |
| 346  | 2022年11月2日  | 男人就是耳朵硬？跟他們講話超浪費口水的？！                         | 張愛雅、黃馨儀、王紹偉、賀少俠          | 塔羅星座專家 ─艾莉絲                                          |
| 347  | 2022年11月3日  | 超狂「浮誇系」行徑！他們的人生就要驚天動地？！                     | 斯亞、關韶文、王思平、張勛傑            | 本集無專家                                                    |
| 348  | 2022年11月4日  | 激不得！千萬不要試探他們的「上限」？！                             | 班傑、元元、甄莉、Eason                 | 命理專家 ─菲菲                                                |
| 349  | 2022年11月7日  | 人妻界的「害群之馬」！「呆萌」到自己都會害怕？！                   | 崔佩儀、陳瑋薇、梁赫群、Paul            | 本集無專家                                                    |
| 350  | 2022年11月8日  | 你不是懶，你只是「胎哥」！精緻懶人生活法，一定要學起來？！         | 倪雅倫、馬丁、孫國豪、林吟蔚            | 本集無專家                                                    |
| 351  | 2022年11月9日  | 快丟掉你的古早印象！小心一秒得罪南、北人？！                       | 吳怡霈、兆群、陳珮騏、曾瑋中            | 本集無專家                                                    |
| 352  | 2022年11月10日 | 冤枉啊！我只是「面無表情」不是生氣！天生「厭世臉」錯了嗎？！       | 陳志強、丁寧、阿喜、Teddy               | 本集無專家                                                    |
| 353  | 2022年11月11日 | 「披荊斬棘」的戀人！感情「不卡關」靠這招？！                       | 陳真、張雁名、翊萱、張立東              | 心理學專家 ─海苔熊                                            |
| 354  | 2022年11月14日 | 無法「做好做滿」？「三分鐘熱度」其實超有感？！                     | 杜力、安乙蕎、潘若迪、徐小可            | 命理專家 ─湯鎮瑋                                              |
| 355  | 2022年11月15日 | 「新式禮節」讓人看傻眼？這些行為真的超沒禮貌der？！                | 湯志偉、林彥君、風田、高雋雅            | 心理專家 ─邱永林                                              |
| 356  | 2022年11月16日 | 這種老婆娶到賺到！比吃到「無敵星星」還幸運？！                     | 余皓然、玉兔、倪子鈞、顏永烈            | 星座塔羅專家 ─米薩小姐                                        |
| 357  | 2022年11月17日 | 天下無難事，只要會逃避？！                                         | 綠茶、郭亞棠、Julie、黃豪平             | 星座塔羅專家 ─ 艾菲爾                                         |
| 358  | 2022年11月18日 | 心臟爆擊！這款「融化系」男友我也想擁有？！                         | 鯰魚、徐謀俊、張家瑋、荳荳              | 兩性專家 ─ 小彤                                               |
| 359  | 2022年11月21日 | 可不可以順便一下…？「伸手牌」讓人氣到整個火「牙起來」！            | 黃靖倫、宋哥、沈世朋、蘿莉塔            | 命理專家 ─ 書珩                                               |
| 360  | 2022年11月22日 | 無「貪」不歡！這些時刻越貪越快活？！                               | Eason、靜香、張勛傑、黃馨儀             | 本集無專家                                                    |
| 361  | 2022年11月23日 | 恨不得被全世界看見？狂刷「存在感」，他們就是超強聚光燈？！         | 薔薔、李唯楓、林筳諭、張懷顥            | 本集無專家                                                    |
| 362  | 2022年11月24日 | 逆齡女神，回頭率UP！UP！對面的男孩通通看過來？！                   | 路嘉欣、花花、阿諾、蔡允潔              | 國際時尚大師 ─ 李佑群                                         |
| 363  | 2022年11月28日 | 欲哭無淚的「反指標」？怎麼走到哪都踩到雷？！                       | 馬國畢、維尼媽、林俊逸、鍾欣怡          | 本集無專家                                                    |
| 364  | 2022年11月29日 | 備好妳的保暖品！冷到爆的撩妹奇招，妳真的受得了嗎？                 | 林舒語、熊熊、陳德烈、劉威廷 (台灣藝人) | 心理學專家 ─海苔熊                                            |
| 365  | 2022年11月30日 | 超酷der~台客時尚才是王道，你懂嗎？                                 | 羅美玲、曾子余、宋米秦、妲夏、布萊恩    | 本集無專家                                                    |
| 366  | 2022年12月1日  | 超可怕的「戀愛濾鏡」！醒醒吧！你的眼睛「業障重」？！               | 王嫚萱、朱宇謀、王心恬、李昶俊          | 星座塔羅專家 ─ 艾菲爾                                         |
| 367  | 2022年12月2日  | 耳朵快長繭了！老掉牙的事可以別說了嗎？！                           | 李明川、陳艾熙、鄭仲茵、楊昇達          | 本集無專家                                                    |
| 368  | 2022年12月5日  | 麥擱假ㄚ！爸媽們都曾有過「虛偽時刻」？！                           | 徐小可、璟宣、Terry、馬丁               | 本集無專家                                                    |
| 369  | 2022年12月6日  | 「護家神山」當之無愧？這個家都是靠我撐起來的！                     | 況明潔、馬力歐、惟毅、咪咪              | 色彩占卜專家 ─ NINA                                           |
| 370  | 2022年12月7日  | 「扯」出一朵花？一句「對不起」到底有多難？！                       | 侯昌明、佩佩、王晴、田舞陽              | 本集無專家                                                    |
| 371  | 2022年12月8日  | 誇一句，尾巴就翹上天？男人真的誇不得？！                           | 趙正平、無尊、賴薇如、夏宇童            | 本集無專家                                                    |
| 372  | 2022年12月9日  | 「搭錯線」洗~勒哈囉！「媒人」百百種，這款別亂當？！                | 唐從聖、楊晨熙                          | 律師 ─ 劉韋廷、人力銀行發言人 ─ 黃若薇、塔羅星座專家 ─艾莉絲  |
| 373  | 2022年12月12日 | 媽媽沒有崩潰只是心好累！哭笑不得的「失算」時刻？！                 | 林采緹、瑄瑄、范瑞君、張心妍            | 星座塔羅專家 ─ 艾菲爾                                         |
| 374  | 2022年12月13日 | 顏值低竟趕走？超級「外貌黨」，小心上繳智商稅？！                   | Ivy、李唯楓、何嘉文、賀少俠             | 本集無專家                                                    |
| 375  | 2022年12月14日 | 怎麼可以這麼「盧」？這些任性行為是討拍，還是找事鬧？！             | 周孝安、張愛雅、王以路、劉道玄          | 星座塔羅專家 ─ 艾菲爾                                         |
| 376  | 2022年12月15日 | 天生神準「預言家」！遇到他們是福還是禍？！                         | 張立東、安乙蕎、潘若迪、黃暐婷          | 本集無專家                                                    |
| 377  | 2022年12月16日 | 婚後僅存的小確幸！面對這些誘惑，你真的抵擋得了嗎？                 | 岳庭、LALA、哈孝遠、張捷                | 命理專家 ─ 菲菲                                               |
| 378  | 2022年12月19日 | 這樣花錢超有理？錢錢沒有不見，只是變成喜歡的樣子！                 | 賴薇如、蘿莉塔、沈世朋、班傑            | 本集無專家                                                    |
| 379  | 2022年12月20日 | 啥咪！「雜唸」不是老伙仔的專利？到底是唸幾點的？！                 | 陳依依、佩德羅、王中平、李祖寧          | 命理專家 ─ 書珩                                               |
| 380  | 2022年12月21日 | 沒有很可以，但你惹不起！千萬不要得罪這群人？！                     | 小鐘、蔡頤榛、芳瑜                      | 律師 ─ 游嵥彥、命理專家 ─ 菲菲                                |
| 381  | 2022年12月22   | 男人才是「口是心非」的主！妳真能聽懂他的「聊天暗語」？！           | 阿布、祖雄、篠崎泫、愛寶                | 心理專家 ─邱永林                                              |
| 382  | 2022年12月23日 | 什麼都要喊「我來」？惹禍上身不累嗎？！                             | 黃小柔、關韶文、林建予、劉璇            | 星座塔羅專家 ─米薩小姐                                        |
| 383  | 2022年12月26日 | 聰明人妻沒有說的秘密！幸福婚姻全靠「演很大」？！                   | 貝童彤、陳天仁、陳熙鋒、林佑星          | 星座塔羅專家 ─ 艾菲爾                                         |
| 384  | 2022年12月27日 | 笑到肚皮抽筋！這一刻，好想「求登出」？！                           | 倪雅倫、卞慶華、甄莉、賀少俠            | 本集無專家                                                    |
| 385  | 2022年12月28日 | 「鐵齒」磨成繡花針！你還真沒點警覺性嗎？！                         | 蔣偉文、琳妲、GIGI、盧學叡              | 本集無專家                                                    |
| 386  | 2022年12月29日 | 不怕「隊伍」只怕「落伍」！哪裡熱鬧還不趕緊往哪裡鑽？！             | 林葉亭、朱宇謀、郭昱晴、Teddy           | 心理學專家 ─海苔熊                                            |
| 387  | 2022年12月30日 | 自帶「背鍋體質」！只想大喊「我太難了」？！                         | Terry、舒子晨、馬國賢、若綺             | 命理專家 ─ 書珩                                               |

| 集數 | 播出日期       | 主題                                                             | 來賓                                      | 專家群                                            |
| 388  | 2023年1月2日   | 「善意的謊言」其實是想SAY NO！可不可以不要再逼我了？！           | 胡祖薇、曾治豪、劉伊心、岑永康            | 色彩占卜專家 ─ NINA                               |
| 389  | 2023年1月3日   | 一秒決勝敗！人人都該擁有的「機智人生」？！                       | 紀言愷、張可昀、陳櫻文、顏永烈            | 命理專家 ─ 菲菲                                   |
| 390  | 2023年1月4日   | 戀愛雷達故障了？拜託！進場維修一下好嗎？！                       | 王少偉、林萱瑜、李唯楓、茵芙              | 星座塔羅專家 ─ 艾菲爾                             |
| 391  | 2023年1月5日   | 舉手投足都在討罵挨？他們就是「憑實力沒朋友」？！                 | 林道遠、元元、高山峰、徐凱希              | 本集無專家                                        |
| 392  | 2023年1月6日   | 海派還是山派？帶你一窺台灣隱藏版玩法！                           | 黃沐妍、田舞陽、依依、祖雄                | 旅遊專家 ─ 艾瑞克                                 |
| 393  | 2023年1月9日   | 不服來戰！舌頭能繞地球三圈的「戰」神來襲！                       | 黃明志、薔薔、詹子晴、惟毅                | 本集無專家                                        |
| 394  | 2023年1月10日  | 反逼婚作戰法！教你如何跟父母鬥智鬥勇？！                         | 黃喬歆、張立東、李度、倪子鈞              | 塔羅星座專家 ─艾莉絲                              |
| 395  | 2023年1月11日  | 我很好騙？這年頭，沒受點「騙」都堪稱邊緣人？！                   | 隋棠、藍鈞天、張愛雅、屁孩                | 心理學專家 ─海苔熊                                |
| 396  | 2023年1月12日  | 拜託別這樣！分手後「心悸效應」，件件都超毋湯？！                 | 馬國賢、張家瑋、劉璇、張兆志              | 塔羅星座專家 ─艾莉絲                              |
| 397  | 2023年1月13日  | 媽媽就愛瞎操心？還是家裡沒一個放心？！                           | 朱芯儀、張棋惠、馮媛甄、Ivy               | 本集無專家                                        |
| 398  | 2023年1月16日  | 別再對我熱情喊話！這些鼓勵只會讓人「壓力山大」？！               | 余皓然、盧彥澤、吳怡霈、陳德烈            | 肝膽腸胃科醫師 ─蕭敦仁                            |
| 399  | 2023年1月17日  | 白天不值得？「報復性熬夜」也是一種癮？！                         | 邱凱偉、Kitty、楊子儀、范乙霏             | 本集無專家                                        |
| 400  | 2023年1月18日  | 河東獅吼好可怕？每到這時刻就是會大爆炸！                         | 王以路、阿諾、朱芯儀、王思平              | 本集無專家                                        |
| 401  | 2023年1月19日  | 誰說單身就是狗？超快活人生，只想大喊「我單身，我驕傲！」         | 林韋君、李至正、張雁名、曾智希            | 本集無專家                                        |
| 402  | 2023年1月20日  | 到底有多遲鈍？這些「沒眼力」行為千萬不要犯？！                   | 小鐘、徐瑋吟、圓圓、Eason                 | 色彩占卜專家 ─ NINA                               |
| 403  | 2023年1月30日  | 女孩們快看過來！這些「自帶電力」行為怎麼能不收藏？！             | 詹乃蓁、巫苡萱、張勛傑、坂本宗華          | 心理專家 ─ 邱永林                                 |
| 404  | 2023年1月31日  | 經一事，「怕一世」！「心理陰影面積」到底有多大？！               | 楊昇達、六寶媽、謝麗金、杜力              | 命理專家 ─ 湯鎮瑋                                 |
| 405  | 2023年2月1日   | 少了「你」我該怎麼辦？這…到底有什麼好堅持的？！                  | 愛紗、楊子儀、Paul                        | 諮商心理師 ─ 廖偉玲、命理專家 ─ 書珩              |
| 406  | 2023年2月2日   | 網路酸民不夠看！這款「檸檬人」就在你身邊？！                     | 何嘉文、李昶俊、蘇炳憲、張愛雅            | 星座塔羅專家 ─米薩小姐                            |
| 407  | 2023年2月6日   | 「裝瘋賣傻」是人生最高境界？還是讓人一肚子火？                   | 哈孝遠、巫苡萱、黃喬歆、黃少谷            | 心理專家 ─ 邱永林                                 |
| 408  | 2023年2月7日   | 雞皮疙瘩全起立？你也有「浪漫過敏症」？！                         | 李至正、安乙蕎、倪子鈞、若綺              | 塔羅星座專家 ─艾莉絲                              |
| 409  | 2023年2月8日   | 「小題大做」沒必要！能不能收起你的「放大鏡」？！                 | 蘿莉塔、田舞陽、Junior、安苡愛            | 本集無專家                                        |
| 410  | 2023年2月9日   | 「説」得比「做」得好聽！查甫人千萬毋通剩一張嘴？！               | 何妤玟、夏宇童、阿布、鄒承恩              | 本集無專家                                        |
| 411  | 2023年2月13日  | 一個開學廢掉一個媽媽！無限輪迴的惡夢？！                         | 朱海君、LALA、朱芯儀、詹乃蓁              | 本集無專家                                        |
| 412  | 2023年2月14日  | 超強大感染力！他們就是有本事讓人「離不開他」？！                 | 哈孝遠、小Call、黃沐妍、香蕉哥哥          | 星座塔羅專家 ─ 艾菲爾                             |
| 413  | 2023年2月15日  | 「路怒症」上身！一出門就會令人爆炸？！                           | 柯以柔、無尊、黃小柔                      | 心理專家 ─ 邱永林、社會記者 ─ 李香儀              |
| 414  | 2023年2月16日  | 靠一張嘴闖天下！「自圓其說」絕對一流的？！                       | 小優、梁赫群、馮媛甄、風田                | 星座塔羅專家 ─ 艾菲爾                             |
| 415  | 2023年2月20日  | 史上最難「陷阱題」！能不能安然度過就看這一集？！                 | 張心妍、楊晨熙、紀言愷、高山峰            | 塔羅星座專家 ─艾莉絲                              |
| 416  | 2023年2月21日  | 到底是誰給你的勇氣？有勇無謀完全「無咧驚」？！                   | 翊萱、劉威廷 (台灣藝人)、孫國豪、篠崎泫   | 色彩占卜專家 ─ NINA                               |
| 417  | 2023年2月22日  | 一輩子這麼長，誰沒遇上幾個渣？！這款情人趁早放生他！             | 丁力騏、黃雨欣、成語蕎                    | 諮商心理師 ─吳姵瑩、星座塔羅專家 ─米薩小姐        |
| 418  | 2023年2月23日  | 越困難越有鬥志？他們就是「極限挑戰王」？                         | 張勛傑、魏華萱、Vicky、吳懷中             | 本集無專家                                        |
| 419  | 2023年2月27日  | 警報響起！突如其來的「考驗」，你招架得住嗎？！                   | 蔣偉文、林利霏、劉祿存、夏宇禾            | 心理學專家 ─海苔熊                                |
| 420  | 2023年2月28日  | 不見「死線」不掉淚！我拖延，我驕傲？！                           | 大飛、林吟蔚、何戎、夏語心                | 諮商心理師 ─瑪那熊                                |
| 421  | 2023年3月1日   | 「倉鼠系」女孩惹人愛！好想把她娶回家？！                         | 陳依依、林建予、倪雅倫、盧彥澤            | 本集無專家                                        |
| 422  | 2023年3月2日   | 婚後「身心俱疲」？無止盡的「心累時刻」你懂嗎？                   | 黃靖倫、小兵、陳櫻文、若綺                | 本集無專家                                        |
| 423  | 2023年3月6日   | 勤快一族不要看！懶人真的有「懶福」？！                           | 余祥銓、琳妲、劉伊心、潘若迪              | 本集無專家                                        |
| 424  | 2023年3月7日   | 隨時備著一桶水？需要這麼「解嗨」嗎？！                           | 何嘉文、惟毅、黃暐婷、佩德羅              | 星座塔羅專家 ─ 艾菲爾                             |
| 425  | 2023年3月8日   | 結了婚的男人，就像斷了線的耳機！蛤，你說啥？！                   | 楊千霈、宋哥、梁赫群、吳懷中              | 心理專家 ─ 邱永林                                 |
| 426  | 2023年3月9日   | 做自己？還是不要臉？這些人「耻力」無下限？！                     | 謝忻、無尊、陳德修、劉宇珊                | 星座塔羅專家 ─米薩小姐                            |
| 427  | 2023年3月13日  | 家裡有這款「放送頭」，尷尬到只想「原地消失」？！                 | 邵大倫、愛寶、曾雅蘭、王振復              | 親子專家 ─張旭鎧                                  |
| 428  | 2023年3月14日  | 狗都沒你累！有些事，千萬毋通「攬條條」？                         | 唐從聖、陳珮騏、Eason、詩亞               | 命理專家 ─謝沅瑾                                  |
| 429  | 2023年3月15日  | 智商掉線中！超迷惑「智障」之舉，有看沒有懂？！                   | 范乙霏、徐謀俊、賴薇如、馬丁              | 色彩占卜專家 ─ NINA                               |
| 430  | 2023年3月16日  | 這些「大事」竟是男人眼中的「小事」？少了另一半到底怎麼過活？！   | 余秉諺、藍波、朱芯儀、高伊玲              | 本集無專家                                        |
| 431  | 2023年3月20日  | 一不小心就成「鯛民」？花了錢還找罪受？！                         | 唐治平、成語蕎、王俐人                    | 店員－謝德羣、Sabrina                             |
| 432  | 2023年3月21日  | 阿不是很「秋條」？夜路走多了總會踢到鐵板？！                     | 楊皓如、Eason、李明川、劉涵竹             | 本集無專家                                        |
| 433  | 2023年3月22日  | 驚嚇指數破表中！遇到他們才膽戰心驚？！                           | 盧學叡、劉心語、陳為民、李懿              | 本集無專家                                        |
| 434  | 2023年3月23日  | 別幫朋友談戀愛？「牽線媒人」一不小心惹禍上身？！                 | 張嘉雲、張兆志、劉雨柔、劉書宏            | 命理專家 ─ 書珩                                   |
| 435  | 2023年3月27日  | 總是傻傻就上當？走過最長的路竟是你的「套路」？！                 | 倪雅倫、小鐘、林艾融、李岳                | 本集無專家                                        |
| 436  | 2023年3月28日  | 有夢最美？你也中了只會空想的「白日夢」圈套？！                   | 馬國賢、胡文英、詹子晴、陳大天            | 心理學專家 ─海苔熊                                |
| 437  | 2023年3月29日  | 男人那些莫名的「優越感」！就讓女人來粉碎它！                     | Paul、張立東、Julie、黃荻鈞               | 本集無專家                                        |
| 438  | 2023年3月30日  | 絕對要跟一波！連續假期吃喝玩樂完美提案！                         | GIGI、卞慶華、賴薇如、朱宇謀              | 旅遊達人 ─屠潔                                    |
| 439  | 2023年4月3日   | 哈囉？你有在聽嗎？只挑自己想聽的「選擇性失從」到底多鬧事？       | 黃靖倫、熊熊、高慧君、周定緯              | 命理專家 ─ 書珩                                   |
| 440  | 2023年4月4日   | 算好算滿的「人生精算師」！就是要「拿捏」的將將好？！             | 趙正平、蔡逸帆、林佳儀、賈斯汀            | 星座塔羅專家 ─ 艾菲爾                             |
| 441  | 2023年4月5日   | 妖魔鬼怪速速退散！能不能治一下你們的怪毛病？                     | 李興文、小優、關韶文、陳瑋薇              | 心理專家 ─ 邱永林                                 |
| 442  | 2023年4月6日   | 少女變成阿姨？這些時刻發現自己「不再是少女」？！                 | 王思平、楊晨熙、吳淑敏、徐小可            | 命理專家 ─ 書珩                                   |
| 443  | 2023年4月10日  | 飯可以亂吃，但…話他們也可以亂說！唬爛話術，你受得了嗎？          | 何妤玟、大根、郭亞棠、侯昌明              | 塔羅星座專家 ─艾莉絲                              |
| 444  | 2023年4月11日  | 有沒有這麼嚴重？男人的「禁地」千萬碰不得？！                     | 阿布、劉祿存、張愛雅、徐瑋吟              | 星座塔羅專家 ─ 艾菲爾                             |
| 445  | 2023年4月12日  | 遇到真的太痛苦！誰是惡鄰居？傻傻分不清楚？！                     | 蔡逸帆、楊昇達                            | 律師 ─ 簡大為、房產專家-徐佳馨、心理專家 ─ 邱永林 |
| 446  | 2023年4月13日  | 媽媽放錯假了嗎？偶爾偷個懶也只是剛好而已！                       | 廖家儀、甄莉、沈世朋、黃少谷              | 本集無專家                                        |
| 447  | 2023年4月17日  | 男人都是「包裝大師」？信一分，你就輸了？！                       | 馬力歐 (台灣藝人)、李唯楓、Stacey、潘映竹 | 本集無專家                                        |
| 448  | 2023年4月18日  | 不敢相信！一戀愛就腦袋短路，根本被雷打到？！                     | 夏宇童、王凱、貝童彤                      | 美妝專家 ─ Sam、塔羅星座專家 ─艾莉絲              |
| 449  | 2023年4月19日  | 天生沒煩惱，睡飽又吃好！傻笑到、ㄎ一ㄤ到爆，讓人又愛又恨？！     | 張棋惠、曾瑋中、黃小柔、吳俊諺            | 本集無專家                                        |
| 450  | 2023年4月20日  | 錢錢換來不喜歡的東西？拜託，還我錢來？！                         | 趙正平、Amanda、張勛傑、陳依依            | 本集無專家                                        |
| 451  | 2023年4月24日  | 騙這個又拿不到好處！為什麼不能坦誠點？！                         | 大飛、安苡愛、Terry、蔡允潔               | 星座塔羅專家 ─ 艾菲爾                             |
| 452  | 2023年4月25日  | 認真就輸了！拜託，不要這麼容易「走心」很難嗎？！                 | 朱芯儀、高山峰、關韶文、安妮              | 星座塔羅專家 ─米薩小姐                            |
| 453  | 2023年4月26日  | 活在假象也很開心？「精神勝利法」才是生存之道？！                 | 狄志杰、成語蕎、阿喜、黃豪平              | 命理專家 ─ 書珩                                   |
| 454  | 2023年4月27日  | 女人「三十而慄」？這道坎，到底有沒有這麼難過？！                 | 錦雯、王思佳、黃沐妍、奎丁、張香香        | 本集無專家                                        |
| 455  | 2023年5月1日   | 別人衝了就要跟著衝？「人間盲從」注定釀大禍！                     | 劉至翰、劉璇、陳宣裕、余皓然              | 命理專家 ─ 木木                                   |
| 456  | 2023年5月2日   | 震撼教育！有了小孩後，連這種事都會遇到？！                       | 林葉亭、湘涵、顏嘉樂、咪咪                | 本集無專家                                        |
| 457  | 2023年5月3日   | 是在「救世」還是在「鬧事」？超荒唐行徑，誰來管一管？！           | 王紹偉、巫苡萱、葉欣眉、馮秉軒            | 星座塔羅專家 ─ 艾菲爾                             |
| 458  | 2023年5月4日   | 媽媽忙到沒時間休息？到底是「瞎忙」還是「真忙」？！               | 鍾欣怡、阿諾、Ruby、楊皓如                | 本集無專家                                        |
| 459  | 2023年5月8日   | 春天不減肥！夏天徒傷悲？你對自己的肉肉可以有多狠？！             | 黃沐妍、太久保麻梨子、王以路、郭亞棠      | 心理學專家 ─海苔熊                                |
| 460  | 2023年5月9日   | 馬屁拍得好，生活沒煩惱？這種事你也能做得出來嗎？！               | 梁赫群、羅莉塔、李昶俊、安乙蕎            | 塔羅星座專家 ─艾莉絲                              |
| 461  | 2023年5月10日  | 天然呆，超可愛？別傻了！遇上他們鐵定嚇到吃手手！                 | 班傑、愷愷、倪雅倫、林建予                | 本集無專家                                        |
| 462  | 2023年5月11日  | 「三寶」不是本土特產！在國外上路才危機四伏？！                   | 田舞陽、金老佛爺、娘娘、李懿              | 影音部落客 ─Cheap                                 |
| 463  | 2023年5月15日  | 最後的疼愛是「手放開」！孩子踏出家門就是PARTY TIME ？！          | 梁又南、黃靖倫、翁馨儀、林道遠            | 肝膽腸胃科醫師 ─蕭敦仁                            |
| 464  | 2023年5月16日  | 就是做不了決定？好想要有一台「人生導航」？！                     | 孫協志、倪雅倫、胡安安、韋喆              | 星座塔羅專家 ─ 艾菲爾                             |
| 465  | 2023年5月17日  | 「人妻話題」人夫不敢聽？女人聚在一起絕對沒好事？！               | 王思佳、靜香、唐豐、吳子龍                | 本集無專家                                        |
| 466  | 2023年5月18日  | 女人的錢最好賺！這些時刻總是忍不住乖乖買單？！                   | 張愛雅、詩亞、劉書宏、吳俊諺              | 本集無專家                                        |
| 467  | 2023年5月22日  | 女人專屬的「夏日焦慮症」！你們男人不懂啦！                       | 粿粿、路嘉怡、高英軒、朱宇謀              | 本集無專家                                        |
| 468  | 2023年5月23日  | 遲鈍力爆表！他們把「慢半拍」發揮到淋漓盡致？！                   | 謝麗金、賀少俠、若綺、吳懷中              | 本集無專家                                        |
| 469  | 2023年5月24日  | 你也被男子氣概綁架？處處裝MAN小心踢鐵板！                        | 徐小可、陳櫻文、孫國豪、張立東            | 命理專家 ─ 木木                                   |
| 470  | 2023年5月25日  | 超沒良心「找樂子」！他們把快樂建築在別人痛苦上？！               | 翊萱、盧學叡、林舒語、顏永烈              | 本集無專家                                        |
| 471  | 2023年5月29日  | 原來「衰」也是一種體質？！有些事，真的「衰」到「懷疑人生」？！   | 紀言愷、楊雅筑、小Call、肯納              | 色彩占卜專家 ─ NINA                               |
| 472  | 2023年5月30日  | 緣分到了自然會脫單？「佛系戀愛人」，把人逼到內傷啦！             | 李維維、Eason、許明杰、小優               | 塔羅星座專家 ─艾莉絲                              |
| 473  | 2023年5月31日  | 身體絕對長了一塊「反骨」！越禁止他越要做？！                     | 張文綺、劉威廷 (台灣藝人)、徐瑋吟、李明川 | 命理專家 ─ 書珩                                   |
| 474  | 2023年6月1日   | 同一句話，老是聽出不同意思？他們的耳朵「自帶過濾器」？！         | 馬國賢、何嘉文、楊子儀、周宜霈            | 心理專家 ─邱永林                                  |
| 475  | 2023年6月5日   | 男人的「間歇性復活」！只有這時候才會一尾活龍？！                 | 蔣偉文、大飛、詹子晴、LALA                | 命理專家 ─ 書珩                                   |
| 476  | 2023年6月6日   | 遇上一定「傻眼貓咪」！你也是這種「事後諸葛亮」？！               | 唐從聖、依依、夏宇禾、Terry               | 星座塔羅專家 ─ 艾菲爾                             |
| 477  | 2023年6月7日   | 這些價值真的有看沒有懂？你的「不識貨」讓人看了快中風？！         | 劉伊心、李唯楓、黃瑄、曾子余              | 本集無專家                                        |
| 478  | 2023年6月8日   | 當「社交恐慌」遇上「社交恐怖分子」！拜託，別再逼我啦！           | 倪子鈞、圓圓、李佳豫、史丹利              | 星座塔羅專家 ─ 艾菲爾                             |
| 479  | 2023年6月12日  | 口罩解禁超焦慮？有一種醜，是你覺得自己醜？！                     | 陳依依、賴薇如、阿喜、林昀希              | 本集無專家                                        |
| 480  | 2023年6月13日  | 「裝忙大師」來報到！拜託你們別再自欺欺人啦！                     | Vicky、陳德烈、倪雅倫、劉祿存             | 本集無專家                                        |
| 481  | 2023年6月14日  | 雷貨旅伴快走開！遇上一個都要倒大楣？！                           | 王瀅、盧學叡、大文                        | 旅遊達人 ─ 亞美將、命理專家 ─ 書珩                |
| 482  | 2023年6月15日  | 男人也有「少女心」？這些隱藏魅力讓少女都融化？！                 | 余秉諺、卞慶華、張愛雅、篠崎泫            | 本集無專家                                        |
| 483  | 2023年6月19日  | 氣pupu！這點小事也要炸，還不承認你有壞脾氣？                     | 劉雨柔、趙正平、惟毅、潘映竹              | 本集無專家                                        |
| 484  | 2023年6月20日  | 錢錢不一定買到服務？吃個飯而已，哪來這麼多規矩？！               | 簡沛恩、張懷顥、李昶俊、郭亞棠            | 本集無專家                                        |
| 485  | 2023年6月21日  | 生來就是被寵的！到底是「公主命」還是「公主病」？！               | 劉伊心、藍星蕾、黃沐妍、馮秉軒            | 心理學專家 ─海苔熊                                |
| 486  | 2023年6月22日  | 天生領導「指揮家」！遇上他們是福還是禍？！                       | 王心恬、Paul、郭昱晴、小優                | 塔羅星座專家 ─艾莉絲                              |
| 487  | 2023年6月26日  | 讓人怦然心動的「直球式戀愛」！心裡有話就要大聲說出來？           | 林可彤、林埈永、李至正、璟宣              | 星座塔羅專家 ─米薩小姐                            |
| 488  | 2023年6月27日  | 承認吧，罪魁禍首就是你！男人就是女人的「壓力元兇」               | 黃暐婷、張予馨、林佑星、張立東            | 心理專家 ─邱永林                                  |
| 489  | 2023年6月28日  | 聽到就瑟瑟發抖！孩子的美夢，媽媽的惡夢？！                       | 何妤玟、宋哥、黃小柔、張心妍              | 職能治療師 ─張恩加                                |
| 490  | 2023年6月29日  | 天生業務嘴！瘋狂「推坑」到這種程度，有必要嗎？！                 | 曲艾玲、Eason、張勛傑、張雅涵             | 本集無專家                                        |
| 491  | 2023年7月3日   | 深藏不露已經OUT了！當隻「出頭鳥」才能成為耀眼的星？！            | 翊萱、朱宇謀、可伊、里歐、劉漢強、劉璇    | 本集無專家                                        |
| 492  | 2023年7月4日   | 讓人捏一把冷汗！這些人是吃了「誠實豆沙包」ㄋㄧ、？！             | 祖雄、龍龍、林葉亭、張雁名                | 本集無專家                                        |
| 493  | 2023年7月5日   | 活力滿滿「快充族」！拜託求你放過我！                             | 紀言愷、劉涵竹、林佳儀、撒基努            | 命理專家 ─ 書珩                                   |
| 494  | 2023年7月6日   | 一不小心掉進「戀愛圈套」！就這樣傻傻中了招？！                   | 王晴、葉欣眉、安苡愛、許常德              | 身心科醫師 ─ 李旻珊                               |
| 495  | 2023年7月10日  | 小心！大量浩克發生中！「破防」總在一瞬間？！                     | 班傑、金老佛爺、GIGI、陳德修              | 命理專家 ─ 翊樺                                   |
| 496  | 2023年7月11日  | 越廢越可愛？「廢人系女友」才是當道主？！                         | 吳承洋、邱慧雯、蔡頤榛、馬國賢            | 塔羅星座專家 ─艾莉絲                              |
| 497  | 2023年7月12日  | 醒醒吧，你沒這麼好！別老是活在「幻覺」裡？！                     | 劉至翰、無尊、蔡逸帆、陳瑋薇              | 本集無專家                                        |
| 498  | 2023年7月13日  | 媽媽失心瘋 都是為了這個家？！                                    | 郭昱晴、夏如芝、許孟哲、藍波              | 本集無專家                                        |
| 499  | 2023年7月17日  | 別當第二個媽！小心一寵他就對你「軟土深掘」？！                   | 侯昌明、徐謀俊、黃馨儀、黃喬歆            | 本集無專家                                        |
| 500  | 2023年7月18日  | 藏不住的「老靈魂」！這款老派人生你真的是年輕人嗎？！             | 陳熙鋒、徐瑋吟、楊昇達、葉欣眉            | 塔羅星座專家 ─艾莉絲                              |
| 501  | 2023年7月19日  | 有個「無敵破壞王」在身邊？收拾爛攤子收到心好累？！               | 蔡允潔、曾瑋中、高山峰、巫苡萱            | 命理大師 ─簡少年                                  |
| 502  | 2023年7月20日  | 瘋狂美食「追新族」，就怕被別人搶先一步？！                       | 楊繡惠、江宏恩、焦曼婷、元元              | 本集無專家                                        |
| 503  | 2023年7月24日  | 男人就是不可雕的朽木？「訓夫達人」教妳起死回生？！               | 丁寧、Juby、馮媛甄、玉兔                  | 心理諮商師 ─吳姵瑩                                |
| 504  | 2023年7月25日  | 鬼點子多到數不完，遇上他們不瘋都很難？！                         | 香蕉哥哥、王以路、林彥君、吳子龍          | 星座塔羅專家 ─ 艾菲爾                             |
| 505  | 2023年7月26日  | 拜託放過我！你的「老媽子」體質快把人逼瘋？                       | 林舒語、倪子鈞、林吟蔚、馬丁              | 本集無專家                                        |
| 506  | 2023年7月27日  | 生活感情拉好拉滿！年輕人的「舒活」新風潮，沒跟上就遜掉了！       | 劉宇珊、Paul、陳為民、阿諾                | 本集無專家                                        |
| 507  | 2023年7月31日  | 正能量媽媽瘋狂激勵行為，真是哎呀我的媽！                         | 鍾欣怡、Ivy、沈建宏、陳艾熙               | 本集無專家                                        |
| 508  | 2023年8月1日   | 「極速生活」超瘋狂，比快還要更快？！                             | 岑永康、吳怡霈、盧彥澤、夏乙薇            | 星座塔羅專家 ─ 艾菲爾                             |
| 509  | 2023年8月2日   | 偶像劇裡都是騙人的！男生這些「貼心」舉動，讓好感懸崖式下跌！     | 哈孝遠、大飛、芳瑜、趙孟姿                | 諮商心理師 ─ 瑪那熊                               |
| 510  | 2023年8月3日   | 自欺欺人「網路收藏家」！有一種用途叫「覺得會用到」？             | 蘇炳憲、小call、劉書宏、劉心語            | 諮商心理師 ─ 廖偉玲                               |
| 511  | 2023年8月7日   | 在家就像隱形人？爸爸的心酸有人在乎嗎？！                         | 徐小可、陳立芹、王中平、坂本宗華          | 本集無專家                                        |
| 512  | 2023年8月8日   | 「孤食者」的逆襲！這才叫人間享受，你懂嗎？                       | 李亮瑾、無尊、賴薇如、范姜彥豐            | 本集無專家                                        |
| 513  | 2023年8月9日   | 降落！降落！好運降落！「天選之人」就是好康拿到手軟？！           | 張宇 (主播)、黃豪平、陳德烈、夏宇禾       | 命理專家 ─ 書珩                                   |
| 514  | 2023年8月10日  | 「自作多情」這下GG了！趁現在認清現實還不遲？！                   | 王少偉、佩德羅、薔薔、元元                | 心理學專家 ─海苔熊                                |
| 515  | 2023年8月14日  | 連普渡都救不了！被這些人纏上，比遇到阿飄還可怕？！               | 楊佩潔、Eason、小優                       | 諮商心理師 ─ 蘇予昕、塔羅星座專家 ─艾莉絲         |
| 516  | 2023年8月15日  | 「推卸責任」起手式！男人老把這句話掛嘴邊？！                     | 蔣偉文、李昶俊、玉兔 (藝人)、劉宇珊       | 本集無專家                                        |
| 517  | 2023年8月16日  | 比遇上詐騙更荒唐！這年頭，連騙子也玻璃心？！                     | 王思佳、關韶文、潘映竹                    | 主播 ─ 劉盈秀、警察 ─黃順吉                       |
| 518  | 2023年8月17日  | 別再說自己比狗累，這些毛孩過得可是比你好！                       | 愛紗、簡沛恩、謝毅宏、賴晏駒              | 寵物行為專家 ─ 楊思原                             |
| 519  | 2023年8月21日  | 跟他們出國根本未爆彈？超強「防爆攻略」一定要收藏！               | Terry、陳依依、詹子晴、福地祐介           | 旅遊專家 ─ 艾瑞克                                 |
| 520  | 2023年8月22日  | 路見不平就要幫？要確定欸～正義魔人只會讓人心慌慌？！             | 孫協志、阿諾、邱慧雯、惟毅                | 星座塔羅專家 ─ 艾菲爾                             |
| 521  | 2023年8月23日  | 崩壞速度就像跳斷崖！到底誰受得了？！                             | 何嘉文、蔡允潔、阿喜、Kimiko              | 本集無專家                                        |
| 522  | 2023年8月24日  | 這集男生不准看！女生一定要懂的撩男小心機？！                     | 沈建宏、朱宇謀、成語蕎、琳琳              | 星座塔羅專家 ─米薩小姐                            |
| 523  | 2023年8月28日  | 醒醒吧！那些年，誰沒繳一點「智商稅」？！                         | 黃暐婷、阿本、楊子儀、王茉聿              | 本集無專家                                        |
| 524  | 2023年8月29日  | 常聽老人言，吃虧在眼前？長輩的勸世「驚」句早就過時啦！？         | 林煒、崔佩儀、李唯楓、黃露瑤              | 本集無專家                                        |
| 525  | 2023年8月30日  | 「孝子孝女」進行式！當個爸媽，我容易嗎？！                       | 沈世朋、Vicky、鄒承恩、靜香               | 諮商心理師 ─ 廖偉玲                               |
| 526  | 2023年8月31日  | 老是被句點？「對話自戀症」纏身，一不小心沒朋友？！               | 潘若迪、蘿莉塔、安乙蕎、曾瑋中            | 心理專家 ─ 邱永林                                 |
| 527  | 2023年9月4日   | 媽媽遇上「熊孩子」！能當貴婦到底誰想當潑婦？！                   | 禹安、陳櫻文、張心妍、佩佩                | 本集無專家                                        |
| 528  | 2023年9月5日   | 睡眠「怪」寶寶來襲！再不瘋狂別想睡？！                           | 林俊逸、若綺、張本渝、無尊                | 身心科醫師 ─ 王桓奇                               |
| 529  | 2023年9月6日   | 好想成為「戀愛優等生」？超強得分秘笈趕緊看過來！                 | 蔡頤榛、馮秉軒、余秉諺、熊熊              | 諮商心理師 ─ 廖偉玲                               |
| 530  | 2023年9月7日   | 萬物皆漲我獨窮？哭哭～好想光吸空氣就能飽！                       | 李明川、黃馨儀、劉心語、柯以柔            | 財經專家 ─ 郭俊宏                                 |
| 531  | 2023年9月11日  | 去去怪異走！無所不在的「都市傳說」？                             | 梁赫群、董仔、布萊恩、小玉、闈鴻          | 本集無專家                                        |
| 532  | 2023年9月12日  | 人生就要衝衝衝？沒有自虐體質的人千萬不要學！                     | 紀言愷、林又立、倪安東、琳妲              | 本集無專家                                        |
| 533  | 2023年9月13日  | 「芭比girl」站出來！沒有王子生活更精采？！                       | 范乙霏、林逸欣、何妤玟、咪咪              | 塔羅星座專家 ─艾莉絲                              |
| 534  | 2023年9月14日  | 不靠譜要人命？男人！長點「肩膀」吧！                             | 孫國豪、劉威廷、賴薇如、Summer            | 命理專家 ─木木                                    |
| 535  | 2023年9月18日  | 沒有很可以，就是「輸不起」！來啊！打我啊！                       | 哈孝遠、龍龍、馮媛甄、林建予              | 星座塔羅專家 ─ 艾菲爾                             |
| 536  | 2023年9月19日  | 女人過於常人的超能力！男人們，皮繃緊了！                         | 林可彤、胡祖薇、趙正平、劉祿存            | 本集無專家                                        |
| 537  | 2023年9月20日  | 賴賴賴不停～這些群組實在「敲」可怕！                             | 劉書宏、詹璇依、張勛傑、夏語心            | 本集無專家                                        |
| 538  | 2023年9月21日  | 麥擱唸啊！這些話，聽到就想一秒閃人？！                           | 游安順、鄭仲茵、關韶文、巫苡萱            | 星座塔羅專家 ─ 艾菲爾                             |
| 539  | 2023年9月25日  | 克制不住的「厚操煩」！我也不想這麼煩呀？                         | 梁佑南、黃靖倫、王思平、黃少谷            | 本集無專家                                        |
| 540  | 2023年9月26日  | 假期出遊狂踩雷，根本人間噩夢？！                                 | 侯昌明、楊佩潔、Amanda                    | 旅遊達人 ─ 屠潔、親子旅遊部落客 ─ 加小菲          |
| 541  | 2023年9月27日  | 小心你的「散財體質」！不跑山道一樣成為窮猴子？！                 | 陳為民、羅美玲、陳國華、楊晨熙            | 理財專家 ─ 郭俊宏                                 |
| 542  | 2023年9月28日  | 福利還是災難？一不小心腦波弱之「廢品」大放送！                   | 蔣偉文、篠崎泫、馬力歐、陳子玄            | 本集無專家                                        |
| 543  | 2023年10月2日  | 我控制不住我自己…？超完美人生，讓人忍不住「牙起來」？！          | 唐志中、粿粿、林埈永、玉兔                | 心理專家 ─ 邱永林                                 |
| 544  | 2023年10月3日  | 大勢已去！這些「翻車現場」糗到讓人沒眼看？！                     | 曲艾玲、阿龐                              | 主播 ─ 黃若薇、魔術師 ─ 簡暐哲、購物專家 ─ Conny  |
| 545  | 2023年10月4日  | 王子終究變青蛙？「浪漫終結者」那ㄧ瞬間，妳承受的住嗎？           | 張雁名、劉祿存、朱芯儀、黃暐婷            | 本集無專家                                        |
| 546  | 2023年10月5日  | 小賭怡情，大賭首富降臨？真把自己當「賭神」了逆？！               | 王燦、路嘉怡、唐治平、小Call              | 命理專家 ─ 詹惟中                                 |
| 547  | 2023年10月9日  | 腦迴路只有「一條線」？快被這種人逼瘋！                           | 詩亞、卞慶華、阿布、黃喬歆                | 色彩占卜專家 ─ NINA                               |
| 548  | 2023年10月10日 | 失戀仔不要學！自虐式療傷法，痛苦都是比較出來的？！               | 大飛、徐瑋吟、阿本、徐凱希                | 星座塔羅專家 ─ 米薩小姐                           |
| 549  | 2023年10月11日 | 生活不只眼前的＂枸杞＂！年輕人的新風潮，就是有奇招？！           | 夏宇童、麥基、何蓓蓓、林美貞              | 家醫科醫師 ─ 羅佳琳、健康管理師－珮薰             |
| 550  | 2023年10月12日 | 油門給他催下去！「衝動」人生過得比你還吃香？！                   | 翊萱、Eason、劉伊心、潘逸安               | 星座塔羅專家 ─ 艾菲爾                             |
| 551  | 2023年10月16日 | 海王海后大揭秘？別再當池塘裡傻傻的魚！                           | 李佳豫、賈斯汀、夏乙薇                    | 諮商心理師 ─ 廖偉玲、塔羅星座專家 ─艾莉絲         |
| 552  | 2023年10月17日 | 誰說女人超難搞？他們婆媽起來讓人更想逃！                         | 蘿莉塔、李新、馬國賢、吳懷中              | 命理專家 ─ 翊樺                                   |
| 553  | 2023年10月18日 | 活力滿滿「異能」來襲！上山下海也不怕？！                         | 張兆志、楊子儀、Julie、陳瑋薇             | 本集無專家                                        |
| 554  | 2023年10月19日 | 塊陶啊～～人生路上的「絆腳石」，是來懲罰我的嗎？！               | 甄莉、大根、林舒語、Terry                 | 心理專家 ─ 瑪那熊                                 |
| 555  | 2023年10月23日 | 天不怕、地不怕，就怕沒被看見？立志當個「最強顯眼包」？！         | 薔薔、Alizabeth娘娘、路嘉欣、馮晨軒       | 命理專家 ─ 書珩                                   |
| 556  | 2023年10月24日 | 出外「喊水會凍結」，在小孩面前秒變「俗辣」？！                   | 黃小柔、宋哥、吳大維、范姜彥豐            | 塔羅星座專家 ─艾莉絲                              |
| 557  | 2023年10月25日 | 凹豆魂催落！遇上這些「狂熱分子」，要多瘋就有多瘋？！             | 許孟哲、周宜霈、粿粿                      | 資深戶外專家 ─徐愷、效率保養專家 ─Paul            |
| 558  | 2023年10月26日 | 凶宅根本小case！想住個好房還得賭人品？！                         | 張可昀、班傑、安苡愛                      | 律師 ─劉韋廷、房產專家 ─徐佳馨                    |
| 559  | 2023年10月30日 | 想要靠臉吃飯？沒想到竟然靠臉吃大鱉？！                           | 宋米秦、李至正、小優、大根                | 本集無專家                                        |
| 560  | 2023年10月31日 | 一個人都不能少！現代人的「求知恐慌」到底要逼瘋誰？！             | 范乙霏、阿本、盧學叡、陳依依              | 本集無專家                                        |
| 561  | 2023年11月1日  | 不得不「怪」！怪到骨子裡的「怪咖體質」有看沒有懂？！             | 小Call、黃靖倫、魏妙如、黃鐙輝            | 心理專家 ─ 邱永林                                 |
| 562  | 2023年11月2日  | 這也能忍？男人的謎之「忍」術，讓人看得「霧煞煞」？！             | 曾雅蘭、咪咪、Paul、祖雄                  | 本集無專家                                        |
| 563  | 2023年11月6日  | 女人都是「詐欺高手」！抗議！這根本就是詐騙吧？！                 | 阿喜、芳瑜、Junior、藍波                  | 星座塔羅專家 ─米薩小姐                            |
| 564  | 2023年11月7日  | 來啊！一決勝負！誰才是這個家的「揮霍仔」？！                     | 王俐人、蔡逸帆、倪子鈞、姜勳              | 本集無專家                                        |
| 565  | 2023年11月8日  | 車尾燈都看不到！他們的「快閃生活」快到讓人跟不上？！             | 李唯楓、Sabrina、璟宣、惟毅               | 星座塔羅專家 ─ 艾菲爾                             |
| 566  | 2023年11月9日  | 毒舌當有趣？小心敗光你的好人緣？！                               | 楊皓如、夏宇禾、陳德修、楊佩潔            | 命理專家 ─ 書珩                                   |
| 567  | 2023年11月13日 | 胡說八道成習慣？這些話直讓人「嘎冷筍」？！                       | 楊昇達、篠崎泫、朱宇謀、元元              | 星座塔羅專家 ─ 艾菲爾                             |
| 568  | 2023年11月14日 | 野「瘦」派駕到！為了剷肉肉，他們是什麼事都做得出來？！           | 陳德烈、舒子晨、曾子余、邱慧雯            | 本集無專家                                        |
| 569  | 2023年11月15日 | 女人難道是天生「預言家」？躲藏在細節裡的魔鬼，他們一眼就看穿？！ | 夏宇童、張晴、藍鈞天、梁赫群              | 心理學專家 ─海苔熊                                |
| 570  | 2023年11月16日 | 是「經典」才敢大聲！這些沒聽過，絕對是你不識貨？！               | 楊麗菁、趙正平、無尊、高雋雅、西潔        | 本集無專家                                        |
| 571  | 2023年11月20日 | 再不「斜槓」就落伍！他們的多重身份讓人看得眼花撩亂？！           | 巫苡萱、王俊傑、王心恬、熊熊、森田        | 本集無專家                                        |
| 572  | 2023年11月21日 | 「抓軌特攻隊」駕到！一舉一動都別想逃過他們的火眼金睛？！         | 鄭仲茵、阿本、林吟蔚                      | 律師 ─簡大為、3C部落客 ─林小旭                    |
| 573  | 2023年11月22日 | 新手、熟手爸媽大比拚！育兒路上到底是要踩過多少雷？！             | 林佑星、靜香、黃少谷、李宓                | 小兒科醫師 ─張華倫                                |
| 574  | 2023年11月23日 | 一句道歉的話也不懂說？哈囉！火上加油有事嗎？！                   | 哈孝遠、林道遠、章家瑄、黃馨儀            | 律師 ─詹傑翔                                      |
| 575  | 2023年11月27日 | 一提起就哭哭的「都市生存戰」！我們到底都和啥住一起？！           | 楊皓如、關韶文、李懿、馬丁                | 旅遊專家 ─瞿光復                                  |
| 576  | 2023年11月28日 | 別人都對，就我不對？他們就是名符其實「雙標仔」？！               | 蔣偉文、金友莊、徐瑋吟、劉威廷、林亭翰    | 命理專家 ─書珩                                    |
| 577  | 2023年11月29日 | 醜醜惹人愛？！爆紅的「新醜風」，沒有最醜只有更醜！               | 劉璇、大文、賈斯汀、楊千霈                | 心理專家 ─海苔熊                                  |
| 578  | 2023年11月30日 | 談戀愛卻橫空多個「爸」？「爹系情人」到底誰受得了？！             | 屈中恆、沈建宏、羅美玲、林艾融            | 本集無專家                                        |
| 579  | 2023年12月4日  | 這就是抱怨文！不想踩雷一定要看？！                               | 王少偉、陳立芹、佩佩、高山峰              | 本集無專家                                        |
| 580  | 2023年12月5日  | 女人的「多重焦慮」停不住！腦容量3TB也裝不完煩惱？                | Julie、林利霏、黃鐙輝、賀少俠             | 心理專家 ─ 邱永林                                 |
| 581  | 2023年12月6日  | 三不五時就出包？快來啟動你的防「呆」機制！                       | 劉祿存、胡文英、馬力歐、黃喬歆            | 星座塔羅專家 ─ 艾菲爾                             |
| 582  | 2023年12月7日  | 敢衝夠猛拚第一！「拚命三郎」到底在拚什麼？！                     | 潘若迪、黃沐妍、小亮哥、小優              | 本集無專家                                        |
| 583  | 2023年12月11日 | 男人止步！屬於人妻的PartyTime一秒嗨起來！                        | 余皓然、維尼媽、玉兔、蔡允潔              | 本集無專家                                        |
| 584  | 2023年12月12日 | 婚姻如戲，全憑演技！「婚姻戲精」教你演出幸福大劇？！             | Paul、吳懷中、鍾欣怡、咪咪                | 本集無專家                                        |
| 585  | 2023年12月13日 | 超級捧人王！讓人「揪感心」？還是瞬間「加冷筍」？                 | 張愛雅、張立東、夏宇童、Teddy             | 命理專家─書珩                                     |
| 586  | 2023年12月14日 | 跟風太落伍，「逆風」才是新潮流？！                               | 蘿莉塔、朱宇謀、楊昇達、詩亞              | 本集無專家                                        |
| 587  | 2023年12月18日 | 父母就是「大小心」，誰還沒被傷透了心？！                         | 梁又南、侯昌明、張懷顥、夏乙薇            | 臨床心理師─李介文                                 |
| 588  | 2023年12月19日 | 財富尚未自由，同志仍需努力？這些「庶民日常」根本超舒爽！         | 張鳳書、李唯楓、圓圓、李岳                | 家事達人─Blair                                    |
| 589  | 2023年12月20日 | 腳腳請給力！臨門「多一角」就能逆轉勝？！                         | 黃豪平、徐凱希、林彥君、杜力              | 星座塔羅專家─艾菲爾                               |
| 590  | 2023年12月21日 | 不只談錢傷感情？這些「禁忌話題」絕對不能提！？                   | 王思佳、成語蕎、劉書宏、李昶俊            | 星座塔羅專家─米薩小姐                             |
| 591  | 2023年12月25日 | 過個節怎麼這麼難？這些「壞興致」行為讓人好想逃！                 | 阿喜、倪安東、史丹利、楊佩潔              | 本集無專家                                        |
| 592  | 2023年12月26日 | 人在氣頭上，身不由己？到底在吵架還搞笑？！                       | 阿諾、祖雄、巫苡萱、無尊                  | 塔羅星座專家 ─艾莉絲                              |
| 593  | 2023年12月27日 | 想逃都逃不掉！媽媽的「職業病」沒藥救了？！                       | 李亮瑾、黃馨儀、翊萱、黃暐婷              | 本集無專家                                        |
| 594  | 2023年12月28日 | 「神級人夫」有多厲害？誰最能拿下「年度爸爸特別貢獻獎」？！       | 唐豐、阿布、吳子龍、丁寧、張文綺          | 本集無專家                                        |

| 集數 | 播出日期     | 主題                                                 | 來賓                          | 專家群                |
| 595  | 2024年1月1日 | 熱心里長伯「大愛」變「大礙」！確定不是地獄派來的？！ | 王以路、Eason、張雁名、張愛雅 | 星座塔羅專家 ─ 艾菲爾 |

## 過年除夕特別節目
| 集數 | 播出日期      | 主題                                          | 來賓                                                           | 專家群     |
| 01   | 2022年1月31日 | 除夕特別節目 團員鬧除夕！新春開讚榜單大競猜！ | 張秀卿、江宏恩、張棋惠、趙正平、黃靖倫、康茵茵、謝毅宏、張文綺 | 本集無專家 |

## 節目開場白
- 羅時豐、胡盈禎：歡迎收看今晚開讚吧。

## 製作團隊
- 監製: 高嬅芸
- 導播:葉閎源
- 製作人:蘇燕芳、姚世學、趙雅惠
- 製作公司:承影傳播
- 執行製作:蘇姿穎
- 節目通告:陳必樺
- 製作群:李育賢、王以萱、黃怡璇、李俐瑩、黃雲湘
- 編審:陳淳莉
- 燈光:黃竑耀、王舜輝、李建樹
- 成音:郭子豪、詹月明
- 後製:承影傳播
- 技術指導:張耀明
- 助理導播:張吉玲、潘麗雪
- 美術指導:李炳成
- 宣傳:黃莉容、王婷鈺
- 服裝:麥麥
- 音效:聲都錄音室
- 片頭動畫&動畫設計：承影傳播
- 梳化:濬綺工作室
- 現場導播:張耀明
- 攝影師:陳弘章、黃芳益、陳啟瑞、陳漢威、楊志文
- 冠名贊助
  - 無（第1集-第14集、第41-44集）
  - 軒郁國際「M2輕次方超能奶昔」（第15集-第40集）
  - 永德益生菌高敏力（第45集-待查）
  - 家後紅麴磷蝦油（待查-至今）

## 大事記
- 2021年2月22日：本節目開播。

## 外部連結
- 今晚開讚吧- 東森綜合
- 今晚開讚吧的Facebook專頁
- YouTube上的今晚開讚吧頻道

## 作品的變遷
| 東森綜合台 每週一至週五 20:00-21:00 2023年10月30日起,改為每週一至週五19:00－20:00 | 東森綜合台 每週一至週五 20:00-21:00 2023年10月30日起,改為每週一至週五19:00－20:00 | 東森綜合台 每週一至週五 20:00-21:00 2023年10月30日起,改為每週一至週五19:00－20:00 |
| --------------------------------------------------------------------------------- | --------------------------------------------------------------------------------- | --------------------------------------------------------------------------------- |
|                                                                                   | 今晚開讚吧 （2021年2月22日-2024年1月1日 ）                                        |                                                                                   |
| 我的ID是江南美人 （2021年1月27日- 2021年2月19日）                                 | —                                                                                 |                                                                                   |